# Скрябина, Ариадна Александровна
Ариа́дна Алекса́ндровна Скря́бина (также Са́рра Фи́ксман или Са́рра Кнут, фр. Ariane Fixman, урождённая Ариа́дна Алекса́ндровна Шлёцер, подпольная кличка Реги́на, фр. Régine; 26 октября 1905, Больяско, Италия — 22 июля 1944, Тулуза, Франция) — русская поэтесса, деятельница французского Сопротивления.
Старшая дочь русского композитора Александра Скрябина от Татьяны Шлёцер, рождённая вне брака. После смерти отца получила право носить его фамилию, а после смерти матери оказалась в эмиграции в Париже. Была близка к литературным кругам русского зарубежья, писала и публиковала стихи. Третьим браком вышла замуж за поэта Довида Кнута (настоящая фамилия Фиксман). Вместе с мужем придерживалась идей ревизионизма в политическом сионизме. Будучи русской по происхождению, прошла гиюр, приняв еврейское имя Сарра.
В годы гитлеровской оккупации Франции была вместе с мужем организатором и активным участником еврейского Сопротивления, действуя под именем Регина на юге страны, подконтрольном коллаборационистам. Убита на явочной квартире в Тулузе петеновским милиционером незадолго до падения режима Виши.

## Биография
У А. Н. Скрябина было семеро детей: Римма, Елена, Мария и Лев от первого брака с Верой Ивановной Скрябиной (Исакович); Ариадна, Юлиан и Марина — от второго, с Татьяной Фёдоровной Шлёцер. Из них двое — старшая дочь Римма (1898—1905) и сын Лев (1902—1910) — умерли семи лет от роду. К моменту смерти Льва композитор уже несколько лет жил со своей второй женой в фактическом браке, а его отношения с первой семьёй были окончательно испорчены — родители не встретились даже на могиле сына.

### Ариадна Шлёцер
Ариадна Александровна Шлёцер, старшая дочь А. Н. Скрябина и Т. Ф. Шлёцер, родилась 13 (26) октября 1905 года в итальянском городке Больяско. Композитор в это время жил там уединённо со своей второй, «гражданской» женой, снимая три комнаты в неказистом домике у железной дороги, полностью поглощённый работой над «Поэмой экстаза».
Сразу после рождения дочери Александр Николаевич написал своей благодетельнице, вдове известного мецената М. А. Морозова — Маргарите Кирилловне Морозовой:

Пишу Вам только несколько слов, чтобы известить о радостном событии. Наконец-то напряжённое состояние наше пришло к концу и мир обогатился ещё одним прекрасным созданием с чёрными глазами. Девочка миленькая и здоровенькая. Таня чувствует себя недурно, хотя очень слаба и измучена страданиями.

#### Европа

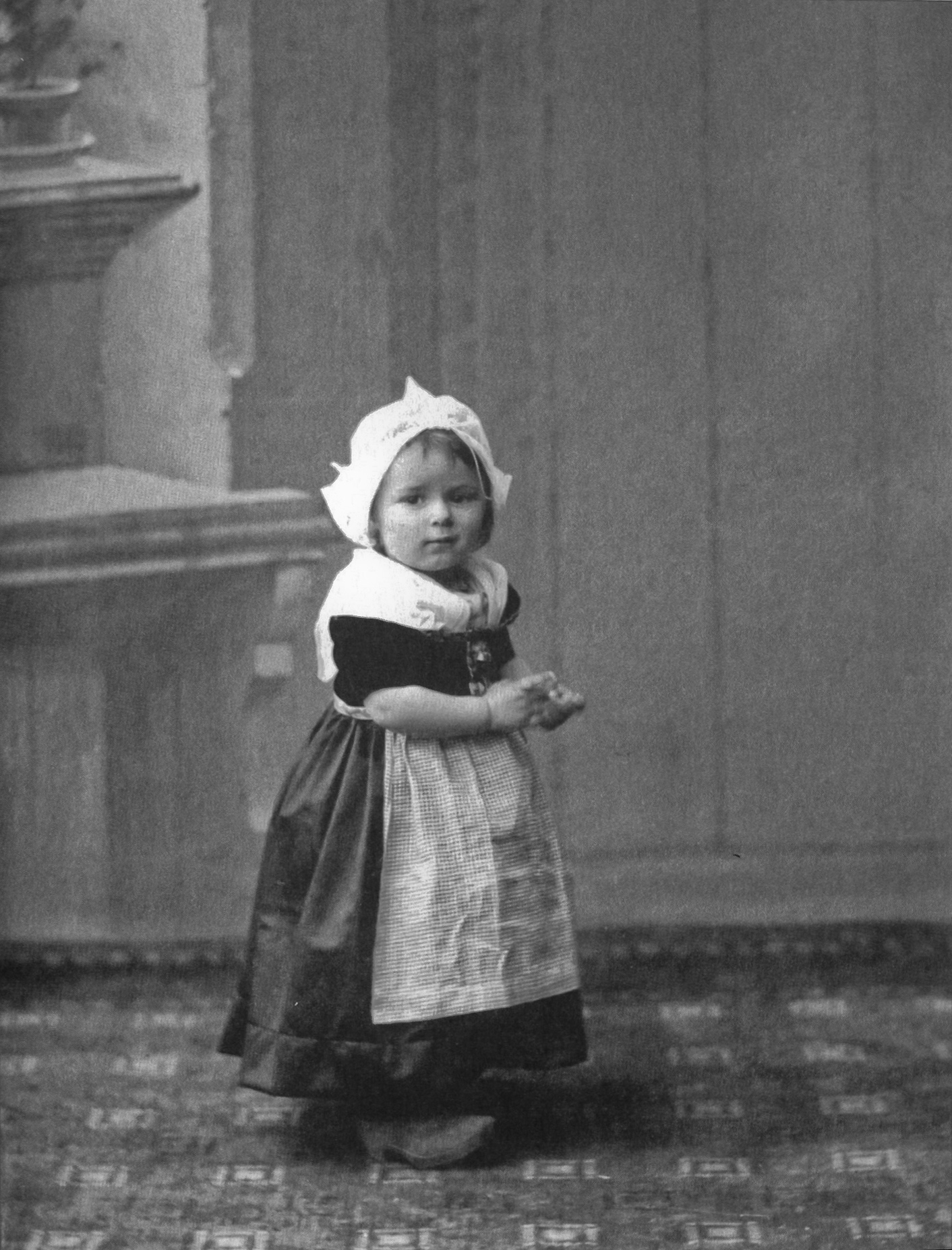
Ариадна в возрасте двух или трёх лет. Амстердам

Это было трудное время в жизни композитора. Скрябин уже больше года вёл жизнь артиста, странствующего по Европе. В июле 1905 года в Швейцарии умерла его старшая дочь Римма. Последующее рождение ребёнка от Татьяны Шлёцер довершило разрыв Скрябина с законной супругой. К тому же в декабре Скрябин рассорился с издательским домом М. П. Беляева: сам Митрофан Петрович, с которым у композитора были очень тёплые отношения, к тому времени скончался, а преемники предложили Скрябину оскорбительный, по его мнению, гонорар — вдвое меньше обычного. В результате Александр Николаевич почти на год потерял своих постоянных партнёров и один из главных источников средств к существованию, пока представители издательского дома не пошли ему навстречу, пересмотрев условия публикаций. По всем этим причинам первая дочка Скрябина и Т. Ф. Шлёцер и получила столь редкое имя Ариадна, весьма прозрачно указывавшее и на сложное положение, в котором оказались её родители, и на те надежды, которые они связывали с её появлением на свет.
В конце января 1906 Скрябин вместе со своей гражданской женой и новорождённой дочерью вернулся в Женеву, а уже осенью семья перебралась в Амстердам и остановилась у тёток Татьяны Фёдоровны — Генриетты и Алины Боти. Затем Скрябин отправился с концертами по Бельгии, после — пуританская Америка, куда к нему приехала Татьяна Фёдоровна и откуда им пришлось в прямом смысле убегать, спасаясь от скандала, вызванного слухами об их «незаконном браке», затем — Париж. Всё это время маленькая Ариадна находилась в Амстердаме под присмотром «тётушек». Летом 1907 года мать Татьяны Фёдоровны, Мария Александровна Шлёцер, привезла Ариадну в швейцарскую деревушку Беатенберг, туда же из Парижа направились и Скрябины и пробыли там до сентября.

Кто нас утешает и действительно пользуется деревней — это Арочка, которая растёт и крепнет с каждым днём.— А. Н. Скрябин, из письма М. К. Морозовой
В сентябре семья переехала в Лозанну, где меньше чем через полгода на свет появился младший брат Ариадны — Юлиан.

#### Россия
Вскоре Скрябин всерьёз задумался о возвращении в Россию. Возвращение это происходило трудно, из-за скандальной репутации самого Скрябина, к тому же имевшего в Москве множество личных недоброжелателей. Окончательное возвращение семьи в Россию состоялось только в феврале 1910 года.
В Москве Скрябины жили в гостинице «Княжий двор» на Волхонке, осенью переселились в дом Олтаржевского в Малом Каковинском переулке (дом 1/8, кв. 16). Вскоре после приезда в Москву Ариадна была крещена по православному обряду. Через год в семье родилась младшая дочь Марина, а в ноябре 1912 года состоялся последний переезд семьи Скрябиных — в домовладение профессора А. А. Грушки, по адресу: Арбат, Большой Николопесковский переулок, дом 11.
Дети составляли как бы задний план дома Скрябиных:

А. Н. любил детей абстрактной теоретической любовью, иногда ласкал их, <…> но обычно это бывало только при прощании и при здоровании с ними, или когда дети шли спать, и чинно обходили родителей и целовали их… Вообще Татьяна Фёдоровна больше занималась детьми, но и это «больше» было невелико.— Леонид Сабанеев,  «Воспоминания о Скрябине»

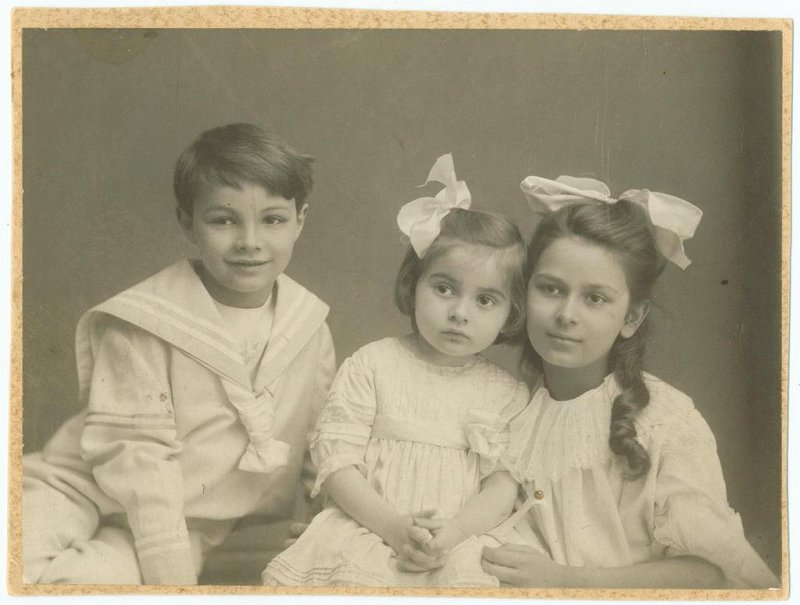
Дети А. Н. Скрябина: Ариадна, Марина, Юлиан. Около 1913

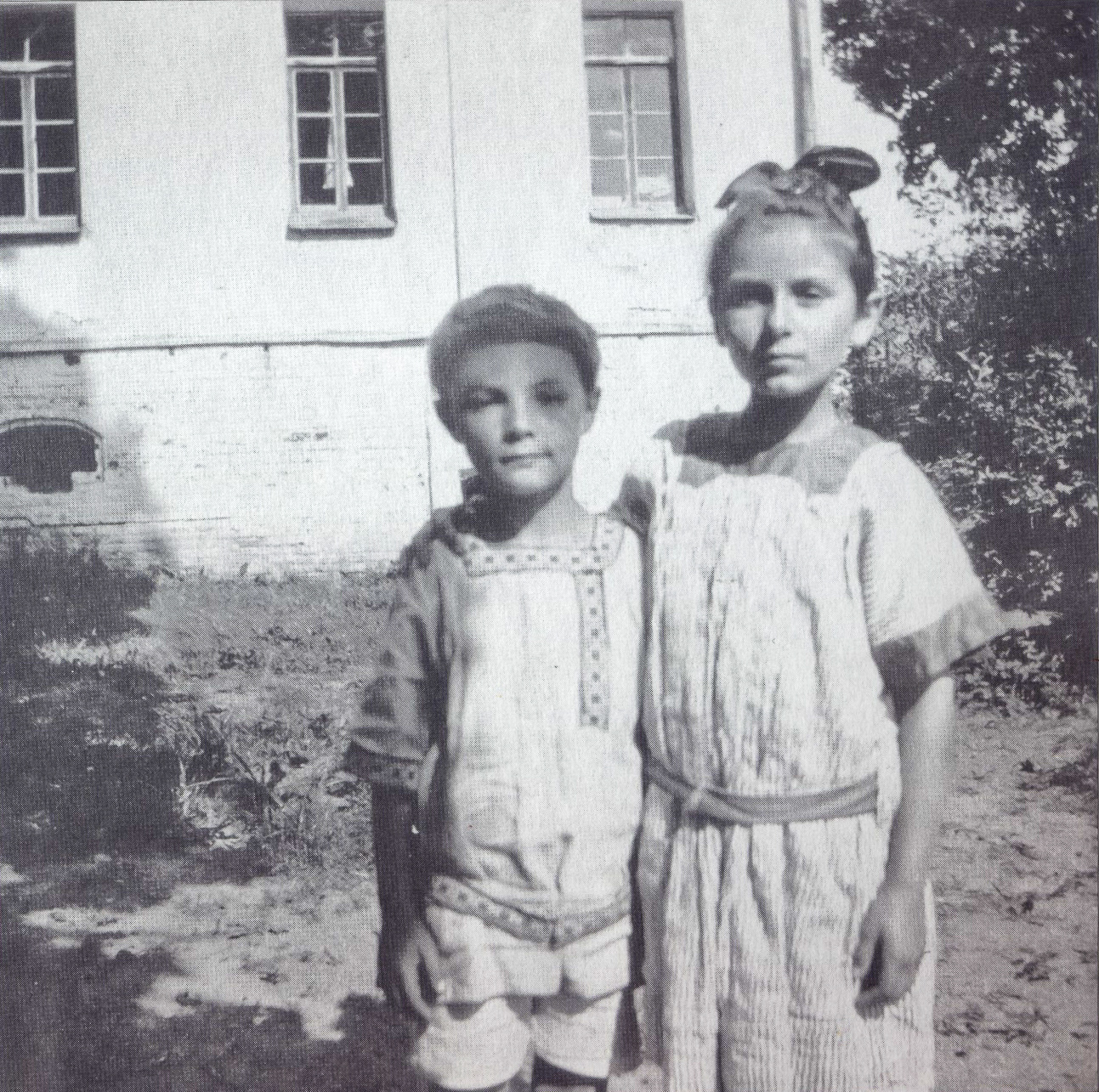
Юлиан и Ариадна Скрябины. 1913

В семейном кругу Скрябины говорили почти исключительно на французском. В ходу был особый «семейный язык»: Александр Николаевич придумывал множество новых существительных и прилагательных, очень мелодичных и ласкающих слух, когда речь заходила о Татьяне Фёдоровне и детях. Последние были удостоены прозвищ. Ариадну отец называл «стрекозой», а также уменьшительными именами, вроде «Арочки». Дирижёр и контрабасист Сергей Кусевицкий, в доме которого семья Скрябина жила в первый, пробный приезд в Москву, вспоминал Ариадну:

Она была настоящим бесёнком, которого все боялись. Она была очень маленькой, но когда врывалась как вихрь в комнату, все замирали. Она никого не боялась. Мама и папа сердились, но не знали, что с ней делать.— Сергей Кусевицкий (в пересказе Евы Киршнер)
Несмотря на довольно обычный, мещанский быт, дети Скрябиных росли в артистической и в высшей степени творческой среде. Даже сама атмосфера дома Скрябиных, одного из центров музыкальной и поэтической жизни Москвы, была неизменно одухотворённой. В гостях у Скрябиных регулярно бывали поэты, художники, театральные деятели, философы. В доме постоянно звучали музыка и поэзия, обсуждались события культурной жизни. Все трое детей рисовали, устраивая выставки. Юлиан подавал большие надежды как композитор и пианист, в доме регулярно проводились его небольшие «сольные концерты» для семьи и гостей. Ариадна относилась к младшему Юлиану как к равному, признавая его исключительность.
Сама Ариадна с ранних лет тоже музицировала — училась в Московской консерватории — и писала стихи, но больше всего она любила сочинять драмы и трагедии, которые дети потом разыгрывали прямо в доме — перед родителями и гостями. Уже в детстве Ариадна начала проявлять гордость и упрямство:

Однажды наше представление было грубо прервано: один из зрителей заметил Ариадне, что произнося свою тираду, нужно быть к публике лицом, а не спиной. Моя сестра довольно резко ответила дерзкому зрителю, что её речь обращена к луне, поэтому она должна смотреть в окно, на небо, и что она ничего изменять не собирается. Вмешалась мама и, поскольку Ариадна не хотела ни изменить позу, ни извиниться, представление было прервано.
— М. А. Скрябина
Музыкой с детьми занималась сначала мать, а после переезда на арбатскую квартиру Ариадна и Юлиан получили возможность посещать школу при Музыкальном училище Е. и М. Гнесиных, располагавшуюся неподалёку, на Собачьей площадке. Их имена значатся в «Экзаменных ведомостях» училища за два учебных года: 1914/15 и 1915/16. Обучались они на старшем приготовительном курсе у Марии Фабиановны Гнесиной. За первый год Ариадна получила за «способности» — 4+, за «прилежание» — 4. За второй год: «способности» — 4+, «прилежание» — 3. Оценки Юлиана были несколько выше. В училище Ариадна и Юлиан занимались и ритмикой Жака-Далькроза, которую преподавала ученица швейцарского музыканта и педагога Н. А. Гейман. Другими предметами с детьми также занималась мать — в доме для таких занятий были созданы все условия, в частности, имелась обширная библиотека — и, время от времени, приходили приглашённые учителя.
С началом войны с Германией жизнь в семье Скрябиных стала заметно тяжелее. Чтобы содержать семью, Скрябину приходилось зарабатывать гастрольными концертами по России. Чуть ли не в первые месяцы войны пострадали бельгийские родственники Татьяны Фёдоровны — «рассказы о коварстве Германии и всевозможные легенды и факты о зверствах и гнусностях немцев лились густой кашей». При этом, по свидетельству Сабанеева, в семье Скрябиных «царило страшное патриотическое воодушевление», а сам композитор приветствовал войну, убеждённый, что начинается «конец мировой истории», которого он так ждал.

#### Антисемитизм в семье
У Ариадны была отцовская «дырочка» на подбородке, но в остальном внешне она была похожа на мать, и это сходство постоянно росло. Татьяна Фёдоровна же стремилась как можно более отстраниться от своей родни, так как, по мнению Сабанеева, относилась к тому психологическому типу евреев, которые стеснялись и всячески пытались скрывать своё происхождение или даже причастность к этой нации. Таким образом, к атмосфере дома примешивался дух антисемитизма, главным носителем которого выступала мать. Особенно это качество проявлялось в её отношениях с младшим братом Борисом Шлёцером, впоследствии известным французским музыковедом и писателем, обладавшим выраженной еврейской внешностью и характерным произношением, «компрометировавшим» сестру своим с ней сходством. По воспоминаниям современников, Ариадна тоже картавила или грассировала, даже когда говорила по-русски.
Антисемитизм жены разделял и Скрябин, но у Александра Николаевича он смягчался за счёт признания за евреями «очень важной исторической миссии» и ограничивался убеждением о недопустимости их пребывания на некоторых «высших постах».

#### Смерть отца

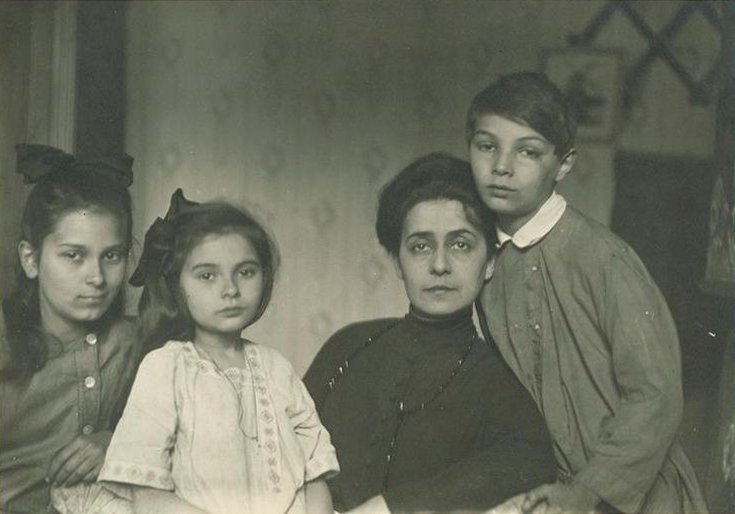
Т. Ф. Шлёцер-Скрябина с детьми: Ариадной, Мариной и Юлианом. Москва, 1918

14 апреля 1915 года Александр Скрябин умер от стрептококкового заражения крови. Буквально в последние минуты перед смертью он успел подписать завещание и прошение на Высочайшее имя об усыновлении детей.
Со смертью отца семья осталась практически без средств к существованию. Благодаря усилиям многочисленных посредников и доброжелателей Вера Ивановна, законная жена Скрябина, значительно смягчила свою позицию. 27 апреля 1915 года она подала заявление в императорскую канцелярию:

Узнав о желании мужа моего, А. Н. Скрябина, ходатайствовать о признании законными детей его — Ариадны, Юлиана и Марины, прижитых им с Т. Ф. Шлёцер, — сохранив за нею родительские права над детьми, — со своей стороны никаких к тому претензий не имею. В. И. Скрябина — ГЦММК, ф. 31, ед. хр. 861.

### Ариадна Скрябина
Через неделю, 5 мая, Татьяна Фёдоровна получила письмо из Канцелярии Его Императорского Величества с перечнем документов, необходимых для получения разрешения детям Скрябина — Ариадне, Юлиану и Марине — носить фамилию отца.
Постепенно удалось собрать и кое-какие деньги на поддержание семьи и привычного уклада жизни. Татьяна Фёдоровна сосредоточилась на воспитании Юлиана, в котором видела наследника и продолжателя дела Александра Скрябина. Ариадна с братом и после смерти отца продолжали посещать Гнесинскую школу, о чём свидетельствуют «Экзаменные ведомости» за 1915/16 учебный год. Две революции 1917 года снова подорвали едва наладившийся быт семьи. В 1918 году в Москве начался голод.

#### Украина
Летом Татьяна Фёдоровна увезла троих детей на относительно сытую Украину, в Киев, полагая, что там ей будет проще наладить жизнь. Однако и там было небезопасно: власть в городе переходила из рук в руки, становилось всё хуже. Несмотря на трудности, брат Ариадны продолжал обучение — в Киевской консерватории, под руководством Глиэра.
Советское правительство приняло решение организовать в арбатской квартире Скрябина дом-музей композитора, и Татьяне Фёдоровне пришлось жить на два дома, постоянно отлучаясь в Москву по делам, связанным с этим предприятием. Дети в это время оставались в Киеве, в доме сахарозаводчика Балаховского, или в дачном посёлке Ирпень недалеко от города.
В июне 1919 года во время отсутствия матери при не выясненных до конца обстоятельствах погиб — утонул в Днепре — Юлиан Скрябин. Сохранилось несколько музыкальных отрывков в духе позднего Скрябина, авторство которых традиционно приписывается Юлиану. Впоследствии Ариадна рассказывала подругам, что её брат был «ещё гениальнее своего отца». После гибели Юлиана Ариадна всю жизнь боялась заходить в воду глубже, чем по колено.

#### Новочеркасск
Гибель сына окончательно сломила Татьяну Фёдоровну. Она забрала с собой младшую дочь Марину и вернулась в Москву, Ариадну же поместили в Смольный институт, переведённый в то время в Новочеркасск.
В отрыве от родных Ариадна сразу проявила свой независимый, гордый, порывистый и смелый характер:

Мы, интеллигенты того времени, стеснялись сказать кому-либо, что занимаемся не слишком утончёнными вещами — собираем топливо, ищем, чем заработать на пропитание. Однажды учительница истории рассказала нам о том, как она устала вчера, лепя целый день кирпичики из навоза. Ариадна тут же воскликнула: «Зачем же вы одна это делали? Вы бы сказали мне, и я бы помогла вам». Она вовсе не стеснялась своей бедности и не гнушалась никаким трудом.— Е. Калабина, подруга по Смольному институту
Также Ариадна запомнилась другим воспитанницам прекрасной игрой на фортепьяно. Однако институт скоро закрыли, и Ариадна тоже вернулась в Москву, где вся семья продолжала жить в арбатской квартире, которой скоро суждено было стать музеем.

#### Москва
Зимой 1920/1921 Ариадна поступила в школу № 159, недалеко от Большой Никитской улицы, на пересечении Столового и Ножового переулков. В классах было холодно, и дети на занятиях сидели в верхней одежде. Ариадна приходила в школу в старинном, по фасону прошлого века коричневом бархатном салопе с буфами на рукавах. Несмотря на явно бедственное положение, держалась она высокомерно, и многие одноклассники её сразу невзлюбили. Однако в сочувствии или покровительстве она не нуждалась, равнодушно игнорируя любые насмешки.
К этому времени Ариадна уже представляла собой зрелую, сложившуюся личность, с качествами, которые ей предстояло пронести через всю свою жизнь: экзальтированность и абсолютная бескомпромиссность в сочетании с жёсткостью, честолюбием и перфекционизмом. Ариадна ни в чём не знала середины, если она загоралась какой-то идеей, — а их у неё всегда было множество — это была всепоглощающая страсть. В 14—15 лет ею владели две мечты: Ариадна, во-первых, твёрдо решила стать поэтессой, а во-вторых, приняла решение осуществить «Мистерию» своего отца. Для реализации второго замысла она планировала привлечь в помощницы свою единокровную сестру Марию, актрису ленинградского БДТ, а также школьных подруг.

Однажды в августе 1921 года я прибежала к Ариадне в Николо-Песковский переулок. Она лежала в постели, выздоравливая после тифа. Болела и младшая сестра Марина, а мать, по словам Ариадны, была при смерти. Ариадна обрадовалась мне и, несмотря на запрещение доктора, говорила много, воодушевлённо и возбуждённо о роли искусства в жизни, о своём долге разъяснить это человечеству. 

Я ушла, потрясённая её фанатической преданностью идее. Вот это человек, думалось мне. Даже в такие трудные минуты, когда умирает мать, она способна думать о высоких, отвлечённых проблемах.— Н. Ильина, подруга по 159-й школе
На самом деле под воздействием потрясений, постигших и её семью, и всю страну, Ариадна в корне переосмыслила идею своего отца. Центральное место в её «Великой Мистерии» было отведено не музыке, а драматургии. Изменилось и место предполагаемого воплощения: это уже не Индия, а самое сердце России — Москва, Красная площадь. Призвано же это действо было не слить всю Вселенную в блаженном Экстазе, а выразить решительный «протест против страдания человечества» — по сценарию кульминацией должно было стать публичное самосожжение всех актёров — школьных подруг Ариадны. Эти её идеи приводили в отчаяние родственников и друзей семьи Скрябиных, однако Ариадна была буквально одержима и не хотела слушать никаких уговоров:

Одна мысль об Институте приводит меня в ужас… Я уйду в народ… Я скоро буду совершать Великую Мистерию, у меня уже много последователей. Что ж такого, что я пострадаю, я очень рада этому, так же как радуюсь, что умру за Русский Народ.

…Простите меня за то огорчение, которая я приношу Вам. Прошу Вас, в эту трудную минуту моей жизни, поддержите меня Вашей дружбой и не разуверяйте меня в том, что я знаю — есть моя доля.

Не пишите мне больше в Москву, всё равно не успеете. У меня уже всё есть.
— из письма Ариадны Скрябиной к В.Г.Мирович, 20 августа 1920
С большим трудом совместными усилиями убедили Ариадну в том, что её помощь как никогда нужна сестре, матери и бабушке, переключив, таким образом, ход её мысли, — воплощение огненной «Великой Мистерии» было отложено на неопределённый срок. Постепенно абсурдность затеи становилась всё очевиднее и самой Ариадне, задача была скорректирована — добиться всеобщего признания на поэтическом поприще.

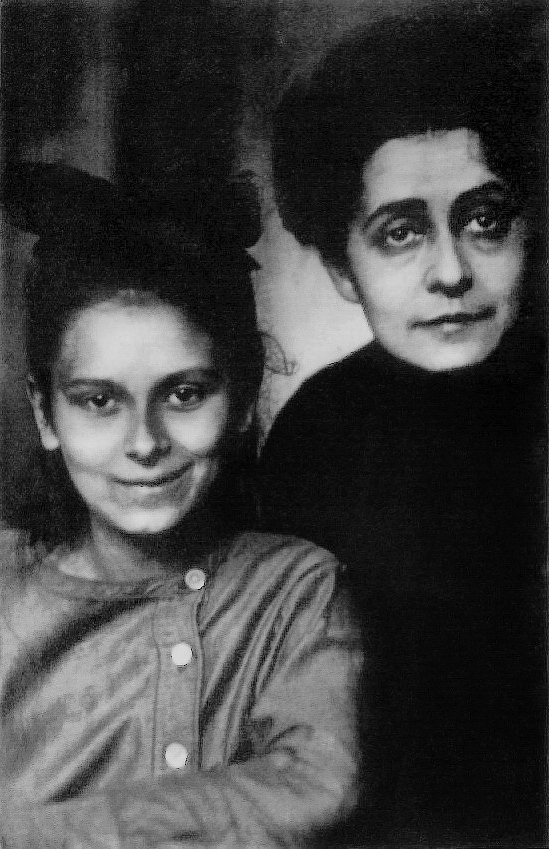
Ариадна с матерью. Москва, 1918

Любимым писателем Ариадны был Достоевский, любимыми драматургами — Шекспир и древние греки, за чеканность слога и высокую драматичность положений. Среди поэтов не было столь выраженных предпочтений, но в числе первых — Блок и Бальмонт. Ариадна любила декламировать «Как испанец» Константина Бальмонта, с особенным волнением нажимая на строки «Я хочу быть первым в мире, на земле и на воде». Французская поэзия и драматургия: Бодлер, Мольер, Ростан, бельгиец Верхарн. Ариадна читала стихи в патетической манере Алисы Коонен, ведущей актрисы Камерного театра и кумира московской молодёжи.
С 15 лет Ариадна и сама сочиняла — сохранились листочки, исписанные детским почерком. Совместно с младшей сестрой Мариной Ариадна писала под коллективным псевдонимом Мирра. В числе произведений Мирры много стихов об именах: Марина, Ольга, Аля. Исследователь Т. В. Рыбакова отмечает сходство этих наивных строк со стихами Марины Цветаевой, в творчестве которой мотив имени тоже занимает особое место. Семьи Скрябиных и Цветаевой были очень дружны. Дружба эта особенно проявилась после возвращения Скрябиных из Киева в Москву. Марина Цветаева протянула Татьяне Фёдоровне руку помощи, стала духовной опорой, когда та в этом нуждалась больше всего. Цветаева проводила у постели тяжело больной женщины целые дни и ночи напролёт, и впоследствии написала в дневнике: «Дружба суровая: вся на деле и в беседе, мужская, вне нежности земных примет». Дружили и их дочери, две Ариадны, и детское стихотворение «Аля», скорее всего, посвящено Ариадне Эфрон. Тёплые отношения с Мариной Цветаевой продолжилась и в эмиграции: сын Цветаевой Мур родился через два дня после рождения дочери Ариадны, по поводу чего они обменялись подарками и Цветаева сделала дневниковую запись. Сохранились и стихи того времени, написанные исключительно Ариадной Скрябиной: с большой претензией и под «говорящим» автографом Ариадна Орлицкая. Девушка боготворила своего отца, но была честолюбива и не желала пользоваться его славой, а в псевдониме, вероятно, отразилось название любимейшей пьесы «Орлёнок» Эдмона Ростана, переведённой на русский язык Мариной Цветаевой в 1910—1911 годах.
Отучившись год, Ариадна не пошла в выпускной класс и оставила школу, решив поступать в вуз. К ней приехала её подруга по Смольному институту Катя Жданко; они «побратались», после чего Ариадна вполне серьёзно стала считать её своей сестрой. «Сёстры» жили в одной комнате скрябинской квартиры. Вместе решили и поступать в Государственный институт слова, которым руководил известный артист и теоретик декламации Василий Серёжников. После испытательного «коллоквиума» обеих девушек зачислили в ГИС. Ариадна посещала лекции выборочно, только те из них, которые были ей интересны: языкознание и орфоэпия (читал Д. Н. Ушаков), история западной литературы (П. С. Коган), поэтика (В. Я. Брюсов), эстетика (Ильин). Среди друзей Ариадны сын писателя Леонида Андреева Даниил, студентка консерватории пианистка Татьяна Голубева, дочь историка М. К. Любавского Александра, балерина Франческа Бём из студии К. Я. Голейзовского, Вера Кропоткина, родственница известного революционного мыслителя.
В январе 1922 года ГИС закрыли, а в марте, так и не оправившись от болезней, вызванных тяжёлой депрессией, умерла Татьяна Фёдоровна. Помещение тоже нужно было освобождать — на лето намечалось открытие музея. Незадолго перед смертью Татьяне Фёдоровне как будто стало лучше, и она собиралась перевести всю семью в Париж, к своему брату Борису Шлёцеру. Ариадна же и слышать не хотела о том, чтобы покинуть Россию «в такое время». Получилось всё наоборот: навсегда оставив Татьяну Фёдоровну в России, рядом со Скрябиным на Новодевичьем кладбище, и отправив младшую Марину к бельгийским родственникам Татьяны Фёдоровны, Ариадна, вместе с бабушкой Марией Александровной, оказалась у «дяди Бори», в Париже.

#### Париж
О первых годах жизни Ариадны Скрябиной в эмиграции известно немного. Из переписки её друзей и знакомых следует, что поначалу она, как и многие другие эмигранты, очень нуждалась. Например, в ноябре 1923 года Михаил Гершензон пишет Льву Шестову.

Затеял я среди музыкантов устроить концерт, чтобы собрать и послать Ариадне Скрябиной денег сколько-нибудь. Сабанеева ты, верно, помнишь? Он взялся хлопотать. Мы рассчитали, что может очиститься около 300 долларов, то есть тысяч пять франков — всё-таки нечто. Гольденвейзер поможет. Я просил чтобы формально цель не была оглашена, — а участникам придётся сказать.— М. Гершензон, из письма Л. Шестову от 6 ноября 1923 года
Впрочем, встать на ноги Ариадне удалось довольно быстро. По приезде в Париж она записалась на филологический факультет в Сорбонну, но особого интереса к занятиям не проявляла. По всей видимости, уже в 1923 году Ариадна вошла в парижский кружок русских поэтов «Через», в котором состоял и её будущий, последний супруг, поэт Довид Кнут. Сведения о деятельности упомянутой творческой группы весьма скудны, какими путями Ариадна в неё попала неизвестно: её имя лишь мельком упоминается в переписке поэта Владимира Познера, а также, вероятно единственный раз в 1920-х годах, появилось в эмигрантской прессе — как раз в связи с деятельностью группы «Через». Заведя знакомства в среде молодых литераторов-эмигрантов, Ариадна, пока, избежала «настоящей» встречи с Довидом Кнутом, через много лет сыгравшей в её судьбе поворотную и, в итоге, роковую роль.

#### Проба пера и первый брак
Следующий год французской жизни Ариадны ознаменовался двумя событиями. Во-первых, она издала в Париже дебютный поэтический сборник, озаглавленный самым простым и непритязательным образом — «Стихи». Известна рецензия, написанная Георгием Адамовичем и опубликованная в эмигрантской газете «Звено» (№ 56, от 25 февраля 1924 года). Мнение Адамовича беспощадно: у Ариадны отсутствует единственный признак настоящего поэта — собственная манера обращения со словом. Литератор Семён Либерман в рецензии, опубликованной газетой «Накануне» (№ 123, 1 июня 1924), характеризует опыты Ариадны как «гладкие, грамотные, приятные, средние стихи». Поэзия молодой Ариадны проникнута христианским пафосом, но в то же время в ней чувствуется духовная отрешённость, сквозь которую, по мнению исследователя Владимира Хазана, проступают черты несомненного художественного дарования. Своеобразно обращение Ариадны к ветхозаветной теме в, пожалуй, самом примечательном произведении сборника — сценическом этюде «Иисус Навин», посвящённом Борису Шлёцеру. В качестве эпиграфа к этой небольшой стихотворной пьесе Ариадна предпослала строки из «Поэмы экстаза» своего отца. Иисус Навин, ветхозаветный предводитель евреев, почитается и в иудейской, и в православной традициях. Для Ариадны же одно из ключевых его библейских деяний — остановленное солнце — преступление против природы, величайшее святотатство, которое Иисус Навин допустил, якобы, в состоянии помутнения рассудка, исступления и которому сам же ужаснулся.

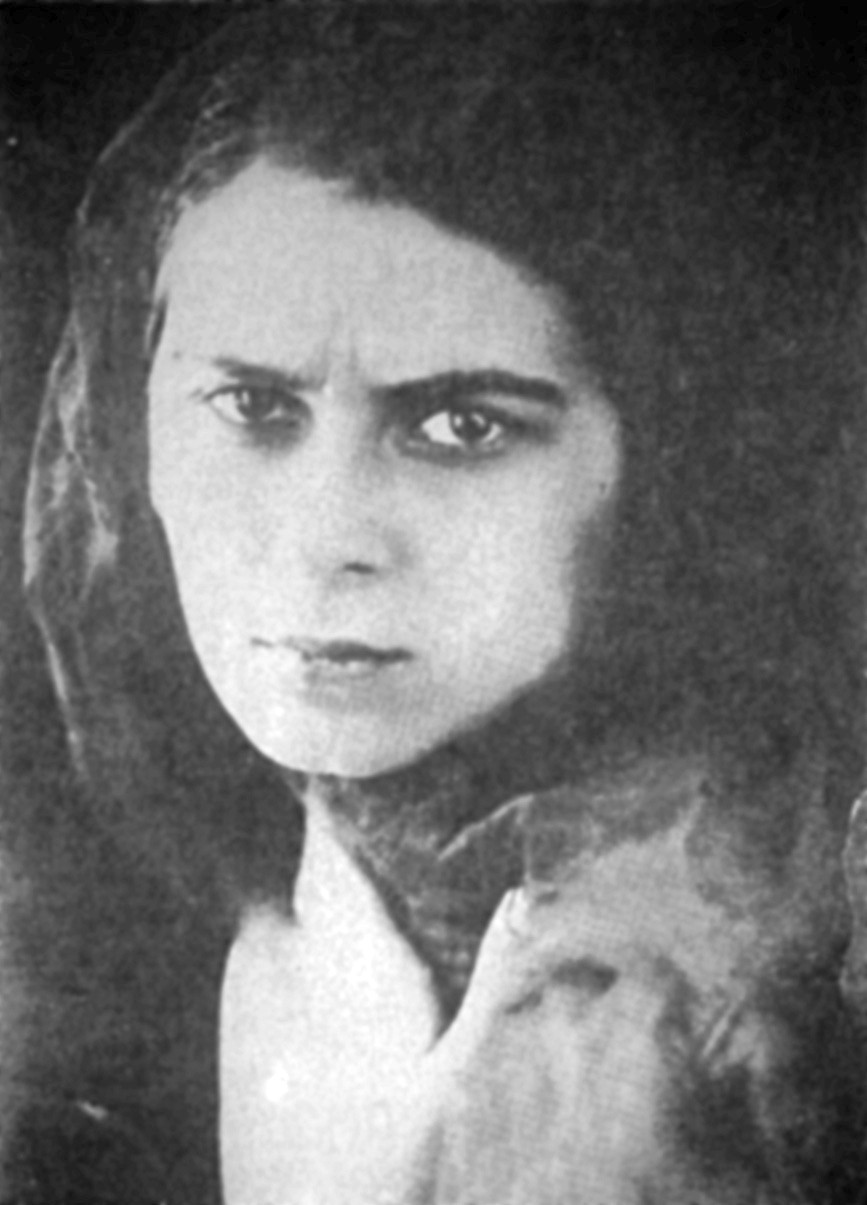
Ариадна Скрябина. Париж, 1924

В самом начале того же 1924 года Ариадна вышла замуж. Её избранником стал композитор и дирижёр «Театра Старой голубятни» (фр. Théâtre du Vieux-Colombier) французский еврей Даниэль Лазарюс (1898—1964). Лазарюс покорил Ариадну своим мастерством, а она привлекла его экзальтированностью и необычайной раскованностью, порой доходящей до развязности. Современники вспоминают, что ещё совсем юная Ариадна в ресторанах много курила, пила водку, а главное — ела с ненасытной жадностью — следствие голодных лет, проведённых в России.

Моя мать очень много ела. Она всегда была голодной, всю жизнь. В России она начала крутить самокрутки, чтобы от голода не сводило живот. Во Франции она курила по три пачки сигарет в день, набрасывалась на еду и никак не могла наесться. А сама была худющая: весила сорок семь килограммов.— Татьяна-Мириам, дочь Ариадны
Когда же посетители на неё начинали глазеть, Ариадна запросто могла хрипло рассмеяться и показать любопытствующим язык. Всё это притягивало Лазарюса, в то же время приводя его в смущение. Рядом с Ариадной он выглядел потерянным ребёнком, хотя был старше её на семь лет и успел получить ранение на полях Первой мировой. К тому же Лазарюс боготворил Скрябина, и роман с дочерью кумира не мог ему не льстить. А после того, как он положил на музыку три её стихотворения, у Ариадны не осталось никаких сомнений в своём выборе. Однако, чопорным родственникам музыканта она сразу не понравилась. Мать Даниэля возненавидела Ариадну на первом же семейном обеде, позднее прозвав её «цыганкой».
Тем не менее свадьба всё же состоялась, с благословения дяди Бори и бабушки. Замужество позволило Ариадне решить материальные проблемы, но тут же начались другие — будучи беременной, Ариадна сорвалась с подножки трамвая, и у неё случился выкидыш. Постоянные скандалы со свекровью вносили разлад и между супругами. Поэтический дебют одновременно оказался и творческим финалом: очевидно, Ариадна осталась недовольна и книжкой, и более чем скромной реакцией на неё, а прежде всего — собою.
Ариадна родила от Лазарюса двух дочерей: Татьяну-Мириам (3 февраля 1925) и Жильбер-Элизабет (Бетти, 1926). Вскоре после рождения Бетти, Ариадна ушла от Лазарюса, забрав детей и навсегда вычеркнув его из своей жизни.

#### Второй брак
В 1928 году в Париж приехал знаменитый пианист Владимир Софроницкий, а вместе с ним его жена — любимая сводная сестра Ариадны, Елена (Ляля). Во время этого турне Ляля рассорилась с мужем, и Софроницкому пришлось возвращаться в Россию одному, без супруги, а Ляля, по настоянию Ариадны, осталась в Париже, и задержка эта оказалась длиною в несколько лет. Ариадна с сестрой жили по соседству, много времени проводили вместе, часами просиживали в кафе в модных шляпках, с длинными мундштуками, приковывая мужские взгляды. Ариадна чуть ли не ежедневно приглашала к себе гостей, и посиделки с разговорами затягивались до глубокой ночи, или сама уходила к знакомым, оставляя детей на преданную бабушку.
В кафе Ариадна познакомилась с Рене Межаном (1904—1986), который вскоре стал её вторым мужем. Межан преподавал в лицее провансальскую литературу и мечтал стать писателем (уже в послевоенные годы он в самом деле публиковался на французском и окситанском языках, стал автором ряда филилогических трудов в области последнего, а также двух экранизированных сценариев). Он сочинял стихи и рассказы в духе Мопассана, работал над черновиком романа о неком буржуазном семействе, по всей видимости списанном с его собственной семьи. Межан не уступал Лазарюсу в аристократизме, однако в его доме к Ариадне отнеслись гораздо благосклоннее и сочувственнее: родителей Рене даже ничуть не смутил тот факт, что у невесты их сына двое детей. Венчание состоялось в той же церкви, что и в прошлый раз, молодожёны с дочерьми Ариадны, а также служанкой и гувернанткой переехали в просторную квартиру, тоже неподалёку от Ляли.
Отношения между сводными сёстрами постепенно ухудшались. В письме, датированном 31 июля 1930 года, Ляля сообщает Нине Берберовой:

Сегодня приезжает Ариадна со своим мужиком. Я не очень рада, п<отому> ч<то> не люблю его, и поэтому и с ней неприятно.— Елена Софроницкая
Через некоторое время Софроницкий смог уговорить жену вернуться в Россию, и Ляля уехала, несмотря на уговоры Ариадны.
Брак с Межаном оказался ещё неудачнее предыдущего. Ариадна забеременела и, ещё донашивая ребёнка, решила, что у него должен быть другой отец. Ариадна солгала Межану, что ребёнок не от него, а когда её сын — Эли — подрос, сказала ему, что его отец Довид Кнут. От Межана же она ушла, чем разбила ему сердце. Рене два года не давал ей развода и до старости не знал, что у него есть сын, пока однажды Эли не навестил его и не рассказал правду.

Кнут старался уговорить Ариадну не обманывать ребёнка. Но с ней не было сладу. Если она что-нибудь решала, её нельзя было переубедить. Она, например, внушила Эли, что он должен стать моряком, и он стал им!— Ева Киршнер

#### Встреча и роман с Кнутом
Предвоенный русский Париж жил своей жизнью, обособленной от Парижа французского. Иммигранты из России посещали русские кафе и рестораны, магазины и парикмахерские, выпускали русские газеты и журналы, не говоря о книгах. Подавляющее большинство браков заключались внутри общины, для своих детей русские организовывали сады и создавали школы. Причина почти полного отсутствия ассимиляции заключалась в том, что ещё между Российской империей и Францией установились совершенно особые связи, и многими русскими Париж воспринимался чуть ли не вторым домом, частью и продолжением России. После Октябрьской революции множество таких деятелей, составлявших цвет русской культуры и не принявших Советскую власть, оказались в эмиграции, центром которой стал Париж. Здесь обосновались Бунин, Бальмонт, Ходасевич, Мережковский, Гиппиус, Тэффи, Адамович, Георгий Иванов, Бердяев, Лев Шестов, Шаляпин и многие другие. Здесь же находился центр общественной мысли русского зарубежья: начиная с бывшего председателя Временного правительства России Керенского и заканчивая представителями политических партий, «отменённых» большевиками, а также белоэмигранты. Осознание себя в качестве свидетелей и хранителей поруганной «старой» России, естественно, тоже не способствовало ассимиляции.
Важно отметить, что русская эмиграция в Париже была очень неоднородна по своему национальному составу. Совершенно отдельную статью составляли евреи — их было много, особенно среди интеллигенции, и у них, кроме общерусской, была и своя повестка: создание еврейского государства в Палестине. К началу 1930-х годов лидер и идеолог сионистов ревизионистского толка Владимир Жаботинский перенёс центр своей деятельности из Берлина в Париж.
Частью этого причудливого русско-еврейского сообщества были и Ариадна Скрябина, и Рене Межан, и Довид Кнут. Впрочем, они относились, по выражению Кнута, ко «второму поколению» эмигрантов и просто наслаждались молодостью, с её склонностью к крайностям, и свободой, какая возможна только в чужой стране. Исследователь Владимир Лазарис предполагает, что знакомство Кнута и Ариадны состоялось на каком-то литературном вечере или в кафе La Bolée, где любили собираться члены кружка «Гатарапак». Той же версии придерживается и Хазан, уточняя, что к тому времени, когда Ариадна могла присоединиться к этому кружку, он скорее всего уже был преобразован в группу «Через».
Довид Кнут — бессарабский еврей из Кишинёва, сын бакалейщика. В 1920 году, после румынской аннексии Бессарабии, эмигрировал в Париж. Как и Ариадна, и в отличие от предыдущих её мужей, Кнут никогда не избегал трудной или непрестижной работы: служил на сахаро-развесочной фабрике, был чернорабочим, занимался раскраской материй, после открыл дешёвый ресторан в Латинском квартале, где прислуживали его сёстры и младший брат. В начале 30-х годов Кнут устроился в немецкую торговую фирму и зарабатывал, целыми днями развозя по городу на трёхколёсном велосипеде товары. При этом Кнут постоянно находился в гуще литературной жизни «русского» Парижа, почти все поэтические объединения и кружки в городе были созданы и действовали при его непосредственном участии.
Кнут с юности восхищался поэзией Пушкина, собственные стихи начал публиковать ещё в России, в кишинёвской прессе, но раскрылся как поэт много позже, в Париже, оставшись на родине неизвестным на долгие десятилетия. Поэзия Кнута 1920-х годов сочетает почти брутальный эротизм и ветхозаветную патетику, что не могло не найти отклика со стороны страстной и эмансипированной натуры Ариадны:

… Она унаследовала от отца, как писал о нём Пастернак, «исконную русскую тягу к чрезвычайности» и заучила, что для того, чтобы быть собою, всё должно себя превосходить.<…> И вот на её пути появился Кнут — влюбчивый поэт, талантливый и остроумный малый, в своих стихах, затрагивавших привлекавшие её библейские темы таким тоном словно он по меньшей мере был свидетелем потопа. <…> Им просто было по пути, им было почти предназначено сойтись именно потому, что они друг друга взвинчивали и друг друга своей неуёмностью заражали:132.— Александр Бахрах

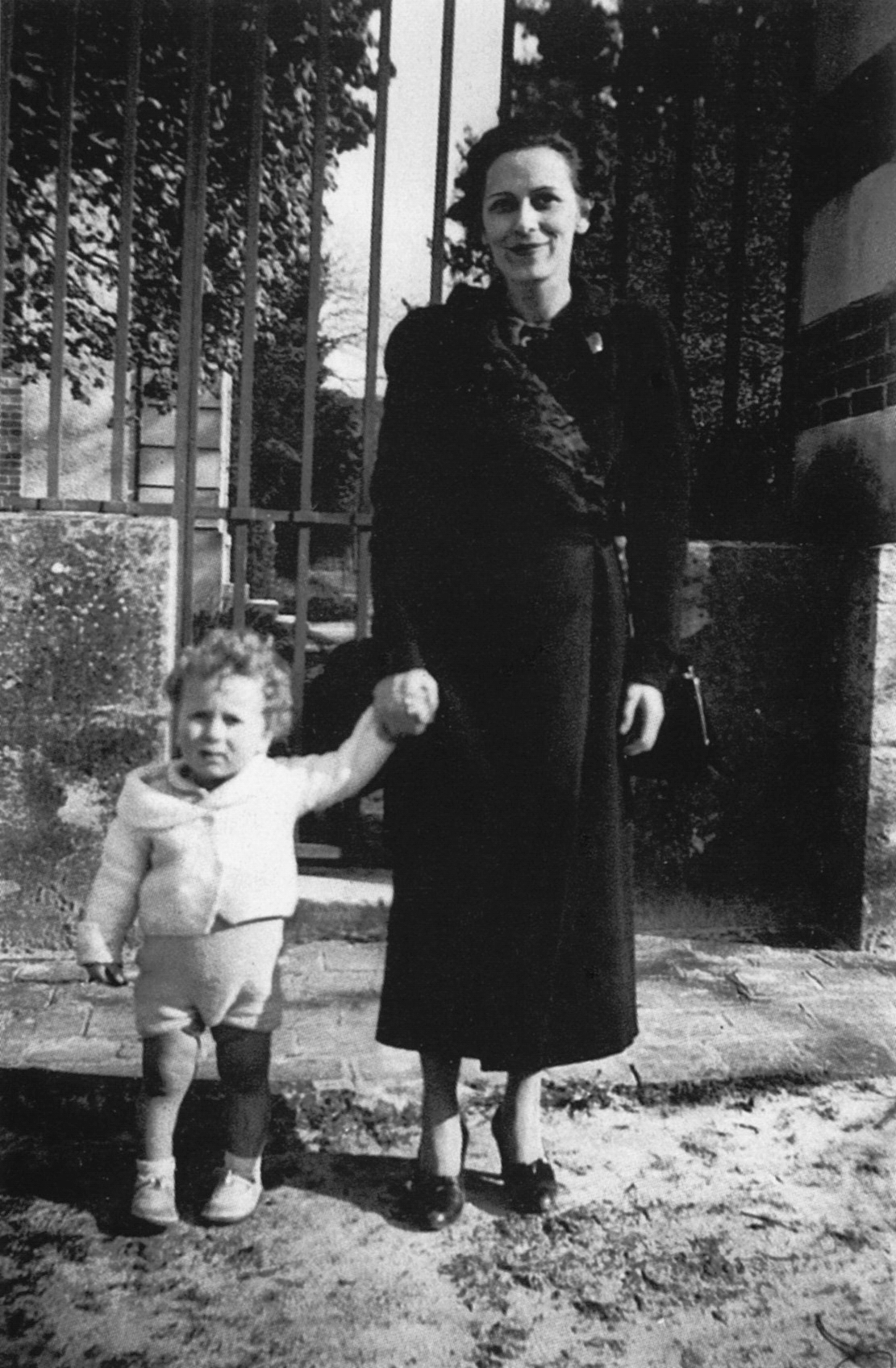
Ариадна с сыном Эли. Париж, 1938

Роман Кнута и Ариадны начался в конце 1934 года, то есть через 10 лет после их первого «шапочного» знакомства, если предположения Хазана и Лазариса верны. Будучи беременной от Межана, Ариадна ушла к Кнуту. Сохранилась переписка, доказывающая, что и после этого, по крайней мере до осени 1936 года между Кнутом и Межаном сохранялись дружеские отношения, Кнут даже опекал своего менее удачливого соперника. Развод с Межаном Ариадне удалось оформить только к началу 1937 года. Кнут же со своей первой женой, Софьей Мироновной Фиксман (урождённая Сара Грабойс), развёлся за год до встречи с Ариадной, ей посвящён его поэтический сборник «Парижские ночи» (1932). Примечательно, что Ариадне Кнут не только никогда не посвящал стихов, но более того, по всей видимости, ни разу не вывел её в образе лирической героини своих произведений.
Ариадна продолжает посещать литературные встречи, но теперь — вместе с Кнутом. Они регулярно бывают на еженедельных «вечерах» у Ходасевича, Мережковских, Ремизова. Часто приглашают и к себе — литераторов, музыкантов, актёров. В то же время стихи у Кнута, по выражению Хазана, «идут на убыль», и поэта в нём постепенно замещает публицист.
В августе 1937 года в Париже на Монпарнасе, в кафе «Доминик», Ариадна и Довид оказались вместе с капитаном еврейского учебного парусника «Сарра Алеф» Ирмой Гальперном, начальником отдела военной подготовки молодёжного движения Бейтар. Гальперн собирался отплыть в Палестину и предложил Кнуту присоединиться матросом, на что Довид ответил радостным согласием. Поскольку «Сарра Алеф» в это время стояла в порту Генуи из-за необходимости мелкого ремонта, Гальперн предложил Ариадне с Кнутом провести неделю до отплытия на палубе парусника. Оставив детей на попечение их общей подруги Евы Циринской, они неделю отдыхали в Генуе, днём гуляя по городу, а на ночь возвращаясь на корабль. Посетили они и родную для Ариадны деревушку Больяско. Перед возвращением в Париж Ариадна сказала, что никогда не забудет этих счастливых дней.
Осень Кнут провёл в Палестине, через письма заражая энтузиазмом оставшихся в Париже Еву и Ариадну. Если Ева окончила свои дни в государстве Израиль, прожив в нём больше половины жизни, то Ариадне так никогда и не довелось увидеть Палестину, и в её представлении эта земля, несмотря на рассказы Довида и Евы, осталась в библейских временах или, во всяком случае, неизбежно должна была в них вернуться.

Думаю, если бы Ариадна приехала в Эрец-Исраэль, то потребовала бы, чтобы там был царь, как царь Давид. Вот тогда она успокоилась бы.— Ева Киршнер
После давнишней неудачи на ниве стихотворчества Ариадна обратилась к прозе. Она много лет писала роман под названием «Лея Лившиц», в котором рассказывала историю еврейской девушки по имени Лея. Неоконченный роман она никому не показывала, но иногда зачитывала вслух отдельные страницы. Раввину Пинхасу Ройтману запомнилось одно высказывание из романа Ариадны: «Гой верит — еврей знает» (фр. Le goi croit — le Juif sait). Работать над романом Ариадна любила в постели, укутавшись одеялом, и тогда детям настрого запрещалось ей мешать — Бетти сажала Элика в коляску и отправлялась с ним гулять на бульвар. Кровать вообще была любимым местом Ариадны в доме:

Мама лежала на кровати с огромным подносом, на котором раскладывала пасьянс, пила кофе чашку за чашкой и курила сигареты одну за другой.
— Эли Маген
Ариадне прислуживали французские и русские няньки и кухарки, так как сама она, по воспоминаниям Мириам, «даже яйцо не могла разбить». Слугам часто было нечем платить, но они так сильно любили Ариадну, что не хотели уходить. Роман «Лея Лифшиц» не был завершён и не сохранился.
Поездка произвела на Кнута огромное впечатление. Находясь в Палестине, он начал работу над поэтическим циклом «Прародина», и эта тема стала для него определяющей не только в творчестве. Письма Кнута и его путевые заметки, собранные в «Альбом путешественника», полны не только восхищения, но и возмущения, горечи, оттого что его прародина стремительно европеизируется, американизируется, бесцеремонно опошляется современной цивилизацией, и что хуже всего — самими евреями. По возвращении в Париж Кнут посвящает себя более практическим делам: прежде всего, публикует «Альбом путешественника». Тогда же у него возникает идея создания актуальной еврейской газеты на французском языке — такой в Париже ещё не было. Однако, средств на её издание найти не удаётся.

#### Сионизм
Вопросами сионизма Кнут с Ариадной интересовались уже давно, с тревогой следили за ростом антисемитизма в Европе, особенно в Германии. Постепенно оба они стали убеждёнными сионистами, причём увлекающаяся Ариадна стала считать себя еврейкой и дошла в своих убеждениях до гораздо более крайних, практически экстремистских, позиций, нежели Довид. Так, выступая на диспуте в клубе «Фобур», посвящённом выходу книги «Безделицы для погрома» Л.-Ф. Селина, Ариадна заявила:

Антисемитизм извечен, как ненависть лакея к своему господину. Эта ненависть обращена на всякого, кто имеет какие-нибудь преимущества перед другими. А цивилизованный мир живёт духовными богатствами иудаизма. Поэтому, само собой, он может только ненавидеть евреев.

Владимир Хазан отмечает, что еврейство явилось Ариадне «не в виде абстрактной идеи, а как необоримая страсть, поглотившая всё её существо». Ариадна с непримиримостью, доходившей до ненависти и ожесточения, воспринимала малейшие проявления антисемитизма. Однажды она заявила, что известного поэта Георгия Иванова «следует раздавить как клопа, поставить к стенке», стоило только кому-то в её присутствии заподозрить того в предубеждении к евреям.
Известно также, например, что Ариадна не переносила еврейские анекдоты, а когда начинала отстаивать свои взгляды, другие сионисты зажимали уши. Однажды в беседе с поэтом, переводчиком и сионистским деятелем Лейбом Яффе, которого она пригласила в гости, Ариадна заявила, что видит только два способа «решить арабскую проблему»: выгнать арабов с «нашей земли» или перерезать им всем горло. После этого Яффе не хотел о ней слышать. Согласно другому свидетельству, Ариадна считала «Протоколы сионских мудрецов» подлинным руководством, как надо «организовывать подпольную работу».
Описан и такой курьёзный случай: уже после начала Второй мировой войны, в доме Кнутов оказался бежавший из оккупированной Польши писатель Юлиан Тувим с красавицей-женой Стефанией. Оба они были евреями, причём Стефания очень стеснялась своего еврейства и никогда в нём не признавалась. В разговоре Стефания заметила, что еврейские лица редко бывают красивыми из-за слишком длинных носов. Ариадна парировала, объявив, что «гойские лица похожи на задницу».

Забавный подтекст этой сцены заключался в том, что православная христианка Скрябина страстно защищала иудейскую красоту от чистокровной еврейки Стефании Тувим, которая из-за этого случая никогда более не переступала порога дома Кнутов, и её муж, который был свидетелем на свадьбе Довида и Ариадны, сидел за свадебным столом один, без супруги.— Владимир Хазан
Другой случай произошёл однажды в одном из парижских кафе. В помещение зашёл Владимир Жаботинский, и сидевшая за столиком Ариадна тут же вскочила и стала навытяжку, приветствуя лидера ревизионистов. Уговоры сесть и продолжить трапезу на неё не возымели никакого действия, и сцена эта закончилась только после того, как Жаботинский покинул кафе. Эта встреча с Жаботинским оказалась не единственной.

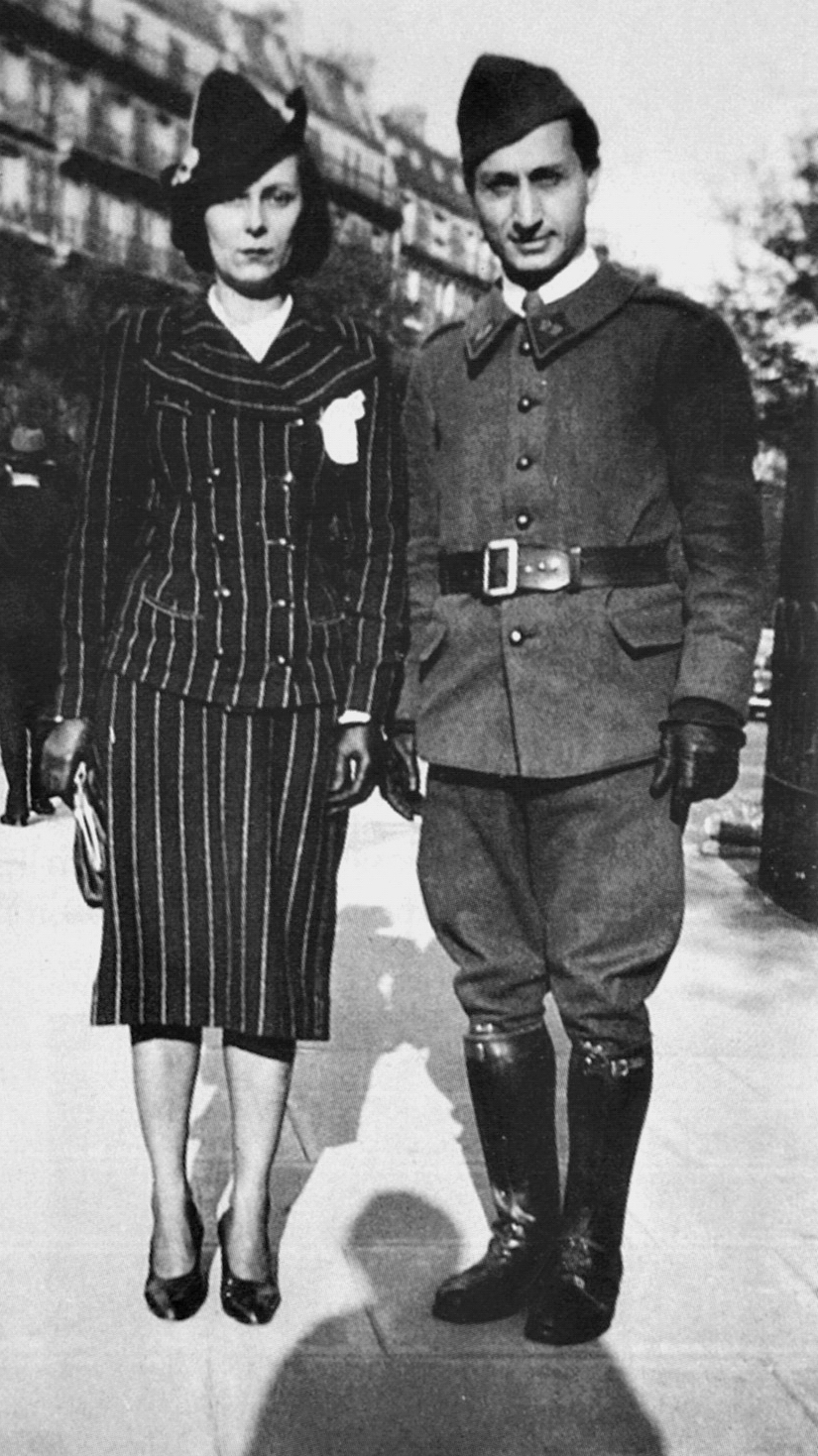
Ариадна и Довид Кнут. Париж, осень 1939

В начале 1939 года Довиду, Ариадне и Еве удалось, наконец, организовать выпуск газеты: основную часть средств пожертвовала мать Евы. Газета получила название Affirmation («Утверждение») и была направлена на пробуждение национального самосознания евреев. Довид и Ариадна сняли двухэтажный дом по адресу: улица Лаланд, 6 (фр. Rue Lalande). На первом этаже располагалась редакция, а на втором — их квартира. Кнут выступал не только как редактор, но и в качестве публициста. Появление газеты стало важным событием для евреев Парижа, и на усилия её авторов обратил внимание Владимир Жаботинский, посещавший редакцию. В августе 1939 году все трое — Кнут, Ариадна и Ева — получили приглашение в Женеву на XXI Сионистский конгресс, посвящённый Белой книге. Как члены редколлегии Affirmation они были допущены на все заседания конгресса.

### Сарра
Через неделю после закрытия конгресса началась Вторая мировая война. Кнута в первый же день войны, 1 сентября 1939 года, мобилизовали во французскую армию, и в этот же день вышел последний, 29-й номер Affirmation — газету пришлось закрыть. В марте 1940 года Ева с семьёй уехала в Палестину. Довид Кнут сшил все номера газеты и передал подшивку Еве, которая перевезла её в Палестину. Ева была убеждена, что газета представляет собой историческую ценность, поэтому после войны она передала подшивку в мемориал Катастрофы и Героизма Яд ва-Шем.
Служба Довида проходила в Париже, и 30 марта 1940 года Кнут и Ариадна зарегистрировали брак, а ещё через несколько дней Ариадна приняла гиюр, получив новое имя Сарра, после чего стала требовать от знакомых называть себя только так. Лазарис обращает внимание на то, что этот ответственный шаг для Ариадны был сродни подвигу, из-за водобоязни, развившейся после гибели брата, Юлиана — ведь во время церемонии Ариадне необходимо было окунуться в микву. Ирма Гальперн считал, что Ариадна выбрала имя Сарра в память о паруснике «Сарра алеф»:

В те кровавые дни. Когда десятки тысяч евреев вели в газовые камеры. В час, когда все граждане Франции еврейской веры старались скрыть свою национальность любой ценой. В то время, когда платили бешеные деньги за любой фальшивый документ, доказывающий чистоту арийской расы его носителя. В те дни сменила Ариадна своё нееврейское имя на еврейское имя «Сарра», в память о днях, которые провела на корабле еврейского училища морских офицеров.
Оригинальный текст (иврит)באותם ימי דמים. עת הובלו רבבות יהודים אל תאי הגזים. בשעה שכל אזרחי צרפת בני דת-משה ניסו להסתיר את מוצאם בכל מחיר. בזמן ששולם הון-תועפות עבור כל תעודה מזויפת שהוכיחה את טהרת הדם-הארי של נושאה. באותם ימים שינתה אריאדנה את שמה הלועזי לשם העברי "שרה", לזכר הימים שבילתה על ספינת בית-הספר העברי לקציני-ים

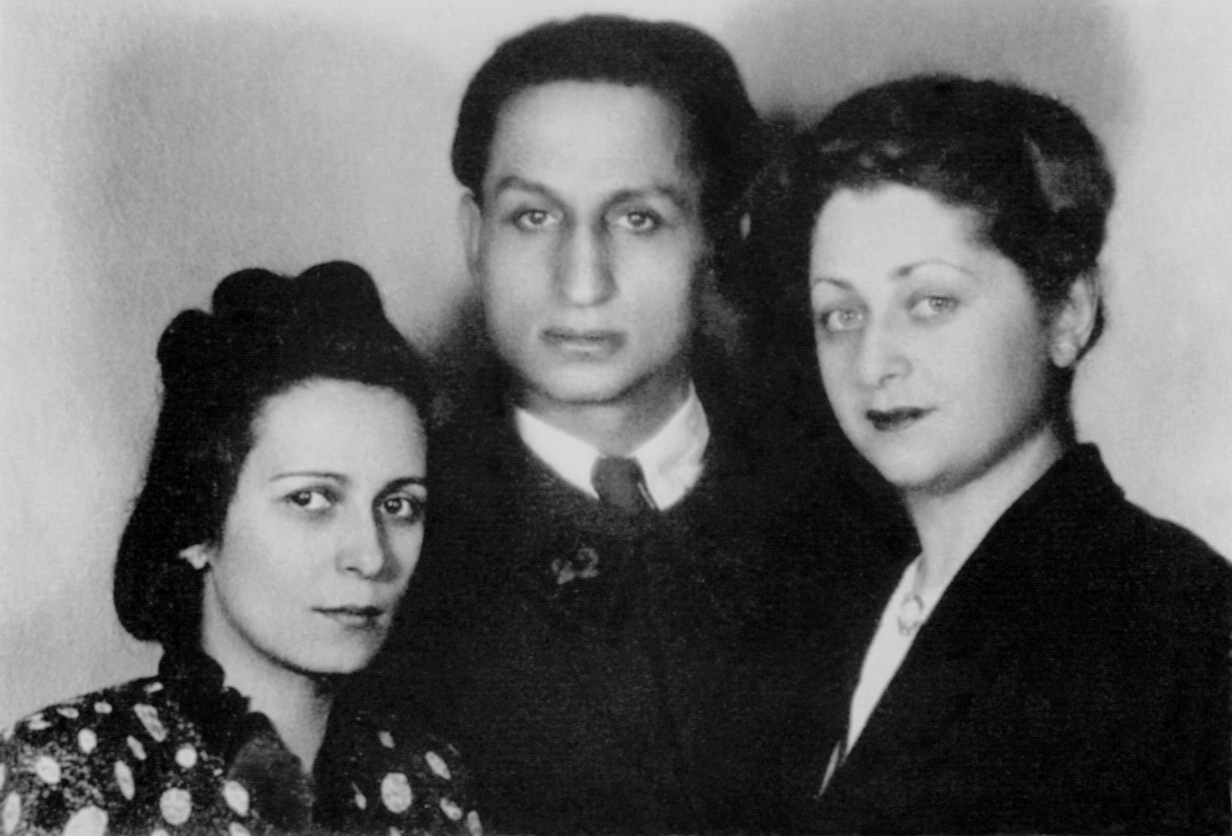
Ариадна, Довид и Ева Киршнер. Париж, февраль — март 1940

Переход Ариадны в иудаизм вызвал большой резонанс среди русских эмигрантов, некоторые восприняли отказ от христианской веры как предательство и личную потерю.

Гуляли поздно, встретили Кнута с его противной женой (б<ывшей> Скрябиной). Эта жена его уже десятая. Перешла в жидовство, потому что Кнут стал не столько поэтом, сколько воинствующим израильтянином. «Кровь Его на нас и детях наших».— Зинаида Гиппиус, 16 февраля 1939
Воинскую часть, к которой был приписан Кнут, при приближении немецких войск к столице перебросили на юг. Ариадна с детьми осталась в Париже: младшего Эли она устроила в пансион, а сама пошла работать на завод. Но завод закрыли через три дня, начались паника и бегство из Парижа. Борис Шлёцер звал её к себе в Пиренеи, но Ариадна не могла уехать, ничего не зная о судьбе мужа. 14 июня немецкая армия вошла в Париж, буквально накануне Довид смог сообщить Ариадне, что демобилизовался и ждёт её в Тулузе, и семья спешно покинула город.

#### Тулуза
Тулуза находилась в т. н. «свободной зоне», боевые действия там не велись, оккупационных войск не было, однако действовали коллаборационисты и «милиционеры» из числа местных жителей. В Тулузу и в другие города юга страны стекались беженцы. Среди них было много евреев, в частности высланных из оккупированных Эльзаса и Лотарингии. При этом положение и возможности еврейских беженцев и «коренных» французских евреев сильно различались, так же как и отношение к ним со стороны вишистских властей и рядовых «милиционеров». Еврейские беженцы стремились попасть в Марсель, а там заполучить визу в Южную Америку или Китай, куда угодно. Свободного жилья не было, цены на него стали астрономическими.
Ариадна с двумя дочерьми воссоединилась с Довидом в Тулузе. 3 июня 1941 года Кнут пишет в Америку Марку Алданову:

Дорогой Марк Александрович, настоящее письмецо — скромное S.O.S. Мы с Ариадной Александровной настойчиво просим Вас оказать нам самую большую услугу, о которой можно просить человека: вытащить нас из гиблого места. Меня уверяют, что от А. Ф-ич зависит получение визы «intellectuel en danger (без affidavit)».— Довид Кнут, 3 июня 1941
По всей видимости, Марк Алданов передал этот призыв о помощи А. А. Гольденвейзеру, входившему в Комитет по аффидевитам при американском клубе «Горизонт», снабжавшем американскими визами бежавших из Европы евреев. Гольденвейзер взялся помочь Кнутам, но дело шло трудно, требовало значительного времени, а с ноября 1942 года вообще было приостановлено, причём у Гольденвейзера находилось к тому моменту около сорока подобных заявок. Как бы то ни было, уехать в Америку Кнутам не удалось.
Ожидая помощи, Ариадна отослала дочерей к Борису Шлёцеру, но через несколько месяцев Мириам вернулась. Семья устроилась в маленькой квартирке в полуподвальном помещении на Улице Беге-Давид, 20 (фр. Bégué-David). Жили впроголодь, приходилось браться за любую работу, Довид даже служил сторожем при психиатрической лечебнице. Вскоре после приезда они встретились с Александром Бахрахом, который оставил воспоминания об этой встрече. Лазарис не исключает, что Бахрах был последним, с кем они говорили по-русски. После этого они, в целях конспирации, полностью перешли на французский язык, даже в разговорах с детьми.

#### Создание ЕА
Довид и Ариадна закрылись у себя комнатушке и за несколько недель, к концу 1941 года написали брошюру под названием «Что делать?» (фр. Que faire?), посвящённую проблемам евреев вообще и текущему положению дел в частности. В брошюре обосновывалась необходимость создания еврейской подпольной организации. Кнут созвал нескольких сионистов Тулузы и зачитал им брошюру. Однако присоединиться согласился лишь один человек — Авраам Полонский; остальные сочли саму идею подпольной борьбы безумной и смертельно опасной. Полонский же имел опыт: во время гражданской войны в России на территории Белоруссии он создал подпольную еврейскую организацию, действовавшую на стороне Красной армии против Петлюры. Территория, на которой действовала его группа, неожиданно для подпольщиков оказалась частью Польши, польские власти их арестовали, однако Полонскому удалось бежать, после чего через Германию и Бельгию он добрался до Тулузы, где и осел. Полонский окончил инженерный факультет Тулузского университета, работал на заводе, а позднее открыл собственное процветающее предприятие. При этом он всегда оставался верен идеям Жаботинского, и сейчас его богатейший практический опыт в сочетании со знанием местных реалий очень пригодился. Несмотря на возражения сионистов, организация была создана: её основателями стали Кнут, который и возглавил её, Ариадна, Авраам Полонский и его жена Эжен.
Первоначально организацию назвали Bnei David («потомки Давида»), но в июне 1944 года переименовали в Organisation Juive de Combat («Еврейская армия», сокращённо OJC или ЕА).

### Регина
Сарра-Ариадна, в соответствии с законами конспирации, выбрала себе подпольную кличку — Регина. Она же придумала особую церемонию принесения присяги при вступлении в организацию. За четыре года существования ЕА такую присягу принесли 1952 человека, среди которых было много евреев из России.

Я оказалась в тёмной, как ночь, комнате, напротив меня кто-то сидел, но я видела только резкий свет фонаря, направленный прямо мне в лицо. На столе лежал флаг, а рядом — Библия. Я должна была повторять слова присяги, не снимая руки с Библии. «Клянусь оставаться верной ЕА и подчиняться её командирам. Да здравствует мой народ! Да возродится Эрец-Исраэль! Свобода или смерть!» — услышала я свой голос. В темноте кто-то произнёс «Отныне и впредь вы в ЕА». Зажёгся свет, и я увидела, что напротив сидит Ариадна и что флаг сшит из двух простыней — белой и голубой. На всех нас сильнейшее впечатление производило ощущение некой мистической силы по другую сторону стола.— Анна-Мари Ламбер

#### Подпольная работа
Членов ЕА вербовали среди инженеров предприятия Полонского, студентов Тулузского университета, а также в синагогах. Среди участников кружка был двадцатилетний поэт Клод Виже, оставивший воспоминания об Ариадне:

Фанатичная, как все истинные неофиты, она покрывала позором язычников и христиан, заставляла своего мужа <…> строго соблюдать ритуалы, от которых он давным-давно отошёл, <…> мечтала о полном возрождении наследия иудаизма, о возвращении в Сион, о воплощении в жизнь мистического предвидения израильских пророков. Она следовала жёстким правилам раввинистического учения, <…> невзирая на огромные внешние трудности и на внутренние конфликты её неистовой натуры.<…> Она выражала то презрение к неевреям, которое свойственно христианским женщинам, недавно перешедшим в иудаизм.— Клод Виже
Среди «огромных внешних трудностей» следует выделить страсть Ариадны к курению, которую ей приходилось подавлять по субботам, в то время как в остальные дни она сохраняла «бычки», высыпая из них табак и скручивая из старых газет «козьи ножки», отбирала у некурящих мужчин талоны на сигареты (женщинам они не полагались), а у дочерей — талоны на шоколад, которые тоже выменивала на сигареты.
Первые акции ЕА были довольно простыми и безобидными. Целый год члены ЕА приносили интернированным из Германии еврейским беженцам продукты. Беженцы содержались в очень тяжёлых условиях, в лагере Ресебеду, рядом с Тулузой, приходилось подкупать часовых.
Ариадна продолжала считать основными врагами англичан, а не немцев: ведь это английская полиция в Палестине поддерживает арабских террористов, не даёт вооружаться евреям, не пускает их в страну. Однако, по мере развития событий, когда правительство Виши стало издавать антиеврейские законы, декреты и циркуляры, а также начала приходить информация об облавах, чистках и депортациях, Ариадна поняла, что главный и смертельно опасный враг в настоящий момент — фашизм.
Постепенно деятельность ЕА расширялась. Подпольщики добывали оружие и секретную информацию, укрывали еврейских детей, ортодоксальных евреев и представителей других групп особого риска на квартирах, отдалённых фермах и в монастырях. Они также переправляли беженцев через границу в Швейцарию и Испанию, распределяли полученную через Швейцарию помощь от международных еврейских организаций, выпускали газету «Кан мэм», совершали диверсии против гитлеровцев и их пособников. Наиболее трудной и опасной задачей была переправка детей, чьих родителей депортировали в лагеря. Этой работой Ариадна занималась одна или с помощницей. В каждую группу входило до 30 детей 7—12 лет, переправляли их в поездах. Необходимо было тщательно соблюдать конспирацию. Для этого детей учили правильно вести себя в пути, чтобы не выглядеть организованной группой и не вызывать подозрений. Детей также готовили к различным непредвиденным ситуациям. Точно так же, по железной дороге, перевозили оружие в чемоданах.
В декабре 1942 года, когда в результате оккупации Германией всей территории Франции смертельная опасность нависла над всеми евреями страны, ЕА начала создавать боевые отряды в городах. Целью этих отрядов была защита подпольщиков и евреев, живших в этих городах, а также запугивание, а иногда и ликвидация осведомителей. В частности, бойцы ЕА занимались устранением так называемых «физиогномистов» — агентов гестапо, высматривающих и выслеживающих евреев на улицах. После нескольких успешных акций, проведённых ЕА в Ницце, желающих пополнять ряды «физиогномистов» в этом городе не оказалось, и местная сеть осведомителей закончила существование. В районе Чёрных гор под Тулузой англичане регулярно сбрасывали оружие для французских партизан (Маки́). Но французы не всегда приходили к назначенному месту, и тогда это оружие доставалось членам боевых отрядов и другим подпольщикам ЕА. Ариадна Скрябина вместе с Рене Эпштейн создали боевой отряд в Ле-Ру. Этот отряд защищал маршруты переправки групп в Испанию, тесно сотрудничая с испанским республиканским подпольем.
В 1943 году ЕА начала создавать собственные отряды Маки́, состоявшие из её членов. Ариадна Скрябина была офицером связи между отрядами Маки́ в Чёрных горах и центральным командованием ЕА в Тулузе.
В последние годы войны, когда появилась возможность переправки групп через Испанию на территории, занятые союзниками, ЕА расширила сферу деятельности: создавались боевые отряды, проходившие тренировки в Чёрных горах, которые перебрасывались через Испанию для присоединения к войскам союзников. Некоторые из этих отрядов позднее переправлялись в Палестину, где вступали в подпольные военные организации. Кроме того, этот путь использовался и для переправки в Палестину групп детей, особенно тех, чьи родители уже были там. В июне — июле 1944 года ЕА несла большие потери из-за недостаточной бдительности. Это объясняется, с одной стороны, усталостью в связи с увеличением количества операций, а с другой — ощущением приближающейся победы, особенно после Высадки в Нормандии. Многие бойцы в разных городах были арестованы; их пытали, а затем расстреливали или отправляли в концлагеря. Были схвачены практически все командиры, занимавшиеся переправкой через Испанию. После этого Ариадна создала заново маршрут переброски отрядов через Испанию для соединения с войсками союзников.

#### Бетти
Младшая дочь Ариадны, Бетти, какое-то время продолжала жить у Бориса Шлёцера, в относительной безопасности. Однако нацисты добрались и до него, заподозрив в нём еврея и коммуниста, в результате чего Шлёцеру с племянницей пришлось провести несколько дней в тюрьме. К тому же Бетти влюбилась в молодого кюре и написала матери, что собирается перейти в католичество. «Если Бетти крестится, я убью её и себя» — заявила Ариадна и тут же забрала дочь к себе. Выяснилось, что против евреев и иудаизма Бетти настраивал Борис Шлёцер, который тоже не мог простить «предательства» Ариадны. Бетти, даже находясь рядом с матерью, получала от дяди Бори письма, в которых он убеждал девочку посещать католического священника для укрепления христианской веры. Ариадна сначала обратилась за помощью к другу семьи, философу Арнольду Манделю, но беседы с ним не помогли, и Бетти ещё более отдалилась от иудаизма. Тогда Ариадна попросила о помощи раввина Пинхаса Ройтмана, работавшего с подростками. Ройтман каждый вечер во время прогулок беседовал с Бетти, и в итоге смог её переубедить. Ариадна же стала привлекать Бетти к подпольной борьбе.

#### Разоблачение ЕА
В ноябре 1942 года полиция арестовала Арнольда Манделя — члена ЕА, принятого в организацию по рекомендации Кнута и Ариадны. Кнуты знали его ещё по Парижу, Мандель был другом семьи и сотрудничал в Affirmation, где публиковал философские эссе. Манделю было поручено встретиться в Лурде с аббатом, предположительно сочувствующим еврейскому подполью. Однако аббат заманил Манделя в ловушку. В полиции Мандель выдал имя и адрес Кнута. Подпольщики узнали об этом через своих осведомителей, и когда полицейские нагрянули с обыском, никаких доказательств подпольной деятельности Кнута они не обнаружили. Тем не менее оставаться во Франции Кнуту было опасно. Было решено отправить его в Швейцарию. Кнут просил Ариадну уехать вместе с ним, тем более, что она была на втором месяце беременности. Ариадна отказалась — нужно было переправлять за границу чужих детей. Кнут уехал один. На посту руководителя ЕА его сменил Авраам Полонский.
22 мая 1943 года Ариадна родила сына, которого назвала Иосифом: «Этот ребёнок узнает свободу. Он будет жить в еврейском государстве!» В ноябре Ариадна отправляет в Швейцарию восьмилетнего Эли, а ещё через месяц — Мириам с полугодовалым Иосифом на руках. С Ариадной в Тулузе осталась только Бетти.
К этому времени относится, вероятно, последняя встреча Ариадны с дядей Борисом Шлёцером и младшей сестрой Мариной, по дороге на очередное задание в Перпиньяне.

Она, видимо, была захвачена подпольной деятельностью, которой отдалась всем сердцем. Складывалось впечатление, что она нашла своё истинное призвание и поглощена настолько, что возникал вопрос, как ей удастся привыкнуть к нормальной жизни без опасностей, в которых она себя чувствует как рыба в воде.— Борис Шлёцер, 2 апреля 1945
К началу 1944 года ЕА как организация уже обладала достаточным ресурсом, чтобы принять амбициозное решение о формировании отдельного еврейского легиона для помощи союзным войскам в освобождении Франции. Для решения этой задачи требовалось установить связь с Лондоном. Помочь вызвалась давняя подруга Кнута — поэтесса Лидия Червинская. Была назначена встреча в Марселе, в ресторане отеля «Терминюс». На встрече присутствовали: командир отряда ЕА в Ницце Анри Пурилес, знакомый Кнута по фамилии Роговский, который и отрекомендовал ему Червинскую, сама поэтесса и её друг Шарль Порель, который был представлен как журналист-антифашист, имеющий выходы на английскую разведку. Встреча прошла удачно, следующая была назначена в Париже. На эту встречу отправили делегацию в составе Пурилеса и военного инструктора ЕА Жака Лазарюса. Эти переговоры также прошли успешно.
Следующим шагом должна была стать отправка делегации в Лондон для подписания соглашения. 17 июля туда от ЕА отправились Лазарюс и раввин Рене Капель. До парижского аэропорта их сопровождали Порель и некий француз Жак Рамон, его знакомый. Однако в аэропорт они не попали: в машине Рамон наставил пистолет на сидевших сзади Пурилеса и Лазарюса, а Порель отвёз их на Ля Помп, 180 (фр. Rue de la Pompe), в гестапо, где работал охотник на подпольщиков Фридрих Бергер. На следующий день там же оказались ещё около двадцати пяти активистов ЕА. Через месяц Пурилеса, Капеля и Лазарюса отправили в Бухенвальд, но по дороге им удалось бежать. Впоследствии оказалось, что под именем Порель действовал агент абвера Карл Ребейн, а о существовании ЕА он узнал от своей любовницы Червинской, которой к тому же выплачивал жалование из специального фонда абвера. После войны Червинская была осуждена, но Кнут так и не поверил в её измену.
Ещё раньше Кнут узнаёт о другом предательстве: Ариадна изменила ему с молодым бойцом ЕА Раулем Леоном. Возможно, так и было, об этом свидетельствует одно из писем Бетти, адресованных в Палестину Еве Киршнер. Ей же пишет и Кнут:

Она не остановилась перед разрушением семьи, принеся в жертву двух невинных (Эли носит моё имя и думает, что он мой сын). 
 Меня от этого так тошнит, что я даже не стал её упрекать: много чести. Прекратил переписку совершенно. 
<…> Открыв, что она такая низкая, такая вульгарная (обычная самка, подобная многим другим), я ощутил облегчение своей боли, но удар был жестокий и в моей истории не помещается. 
 Говоришь себе: Ариадна — всего-навсего это? Чего же сто́ит мир?— Довид Кнут, 7 июля 1944
Ариадна, по всей видимости, так и не узнала, почему от Довида перестали приходить письма.

#### Гибель
После сокрушительного провала и ареста многих бойцов ЕА продолжать работу было смертельно опасно, однако риск Ариадну не смущал. Она по-прежнему проводила акции и не пропускала ни одной церемонии присяги. Как раз для принесения присяги 20-летней Жаннеты Мучник 22 июля была назначена встреча на явочной квартире по адресу Улица Ля Помм, 11 (фр. Rue de la Pomme), где Ариадна проживала под видом скромной портнихи. Бетти в это время была на задании: переправляла очередную группу детей. Ариадна пришла заранее на квартиру вместе с Раулем Леоном. Там их поджидала засада — двое милиционеров. Ариадну и Рауля затолкнули в комнату, после чего им объявили, что поступил донос — якобы они здесь прячут партизан. Пока один милиционер держал подозреваемых на мушке автомата, другой начал обыск квартиры и нашёл снаряжение для переправки через горы: множество рюкзаков и горнолыжных ботинок. После этого один из милиционеров ушёл за подкреплением, а второй запер дверь изнутри, продолжая держать пленников на прицеле. Тут пришёл ещё один член ЕА — молодой Томми Бауэр, и сразу же оказался в том же положении, что и Ариадна с Раулем. Ждать прихода подкрепления пленникам не имело смысла — провал был совершенно очевиден, нужно было действовать. Воспользовавшись приходом Бауэра, Рауль схватил со стола пустую бутылку и запустил её в голову замешкавшемуся милиционеру. В ответ тот выпустил автоматную очередь. Ариадна была убита на месте прямым попаданием в сердце. Бауэр получил тяжёлое ранение в грудь, его унесли на носилках и привезли в госпиталь, где в течение 3-х дней подвергали страшным пыткам, требуя выдать информацию, но он скончался, не сказав ни слова. Рауль был ранен в обе ноги, но смог уйти, вылечился и после войны приехал в Палестину.
Кнут впоследствии простил Ариадну, а Рауля Леона обвинял не только в совращении жены, но и в её гибели, не хотел его знать и убеждал друзей не принимать его у себя.

## Память и оценки
Через три недели после гибели Ариадны Тулуза была освобождена. Информация о гибели «Регины» попала в печать, по всей видимости, только к концу года: заметка была опубликована в парижской эмигрантской газете «Русский патриот», № 6 (19) от 2 декабря. Обстоятельства гибели Ариадны в ней изложены кратко, но достоверно. Тем примечательнее позднейшие многочисленные наслоения в различных «свидетельствах»: озвучивались версии о гибели Ариадны в бою на городской улице и при переходе швейцарской границы, что она была расстреляна немцами и т. д. Поэт Вадим Морковин вообще заявил, что под именем Регина скрывалась некая Наташа Оболенская, с которой он якобы учился ещё в московской гимназии. В настоящее время обстоятельства роковой стычки на конспиративной квартире восстановлены с большой степенью достоверности: в их основе лежит рассказ Рауля Леона, записанный доктором Е. Эпштейном, у которого он после ранения проходил лечение.

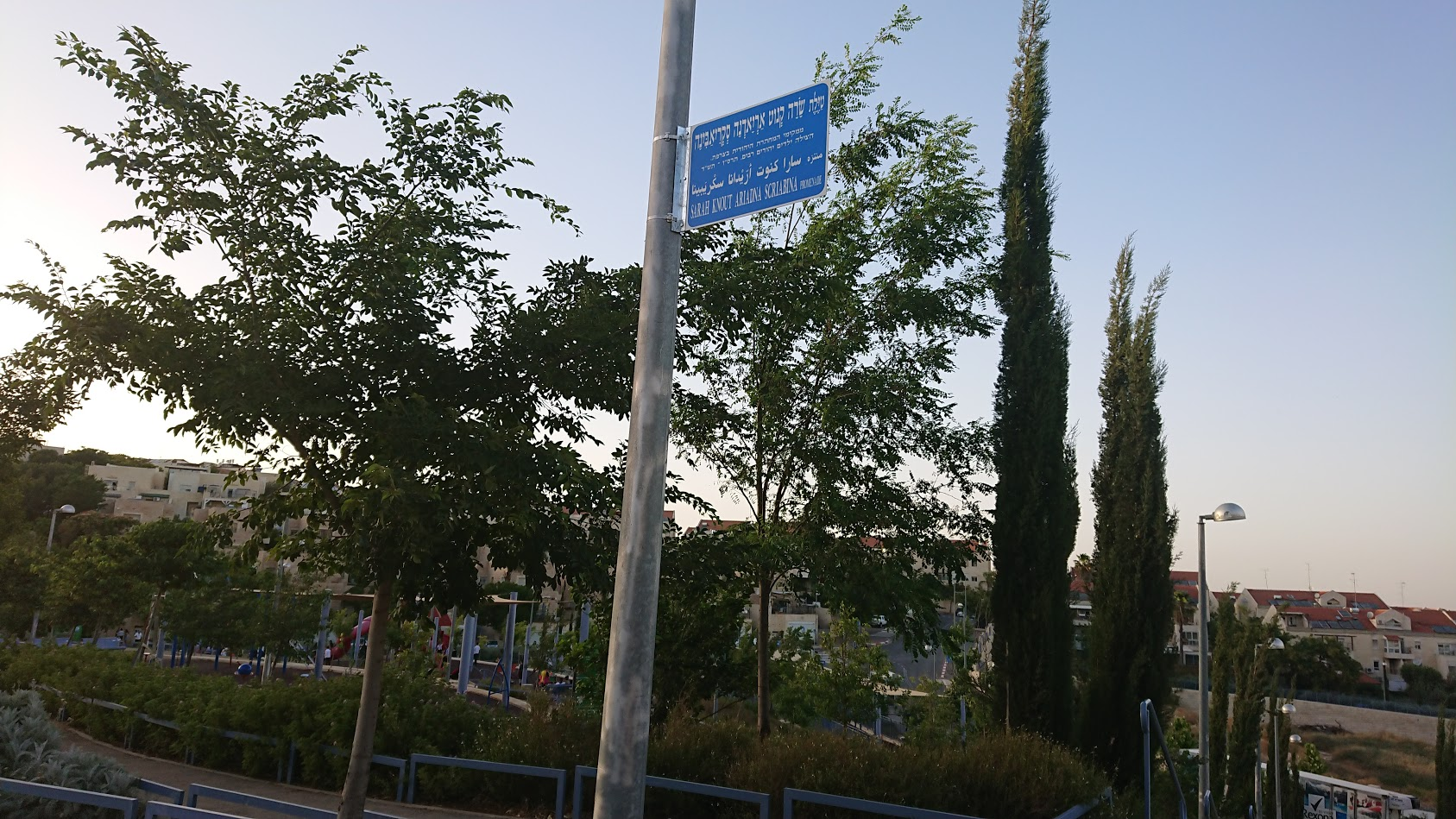
Променад имени Ариадны Скрябиной в Писгат-Зеэве, Иерусалим

Сразу после гибели Ариадны, Кнут задумал выпустить мемориальный сборник в её честь, начал собирать материал и сортировать его по разделам: «Ариадна», «Сарра», «Регина». Предполагалось опубликовать свидетельства и воспоминания товарищей по подпольной организации, Сергея Кусевицкого и Игоря Стравинского, знавших и Александра Скрябина, и Ариадну ещё по России. Но осуществить задуманное не удалось из-за нехватки средств и упрямства издателя. В 1947 году Довид Кнут опубликовал книгу «Contributions a l’histoire de la resistance juive en France» (вклад в историю сопротивления евреев во Франции), из которой главным образом и стало известно о подпольной деятельности его жены Ариадны и её кличке «Регина».
Ариадна-Сарра Скрябина-Фиксман-Кнут была посмертно награждена Военным крестом с Серебряной звездой и Медалью Сопротивления. Многочисленные упоминания о памятнике в Тулузе не соответствуют действительности: существует лишь мемориальная доска на стене дома, где погибла Ариадна, установленная членами Движения сионистской молодёжи Тулузы, и могильный камень с её именем на городском кладбище Терр-Кабад.

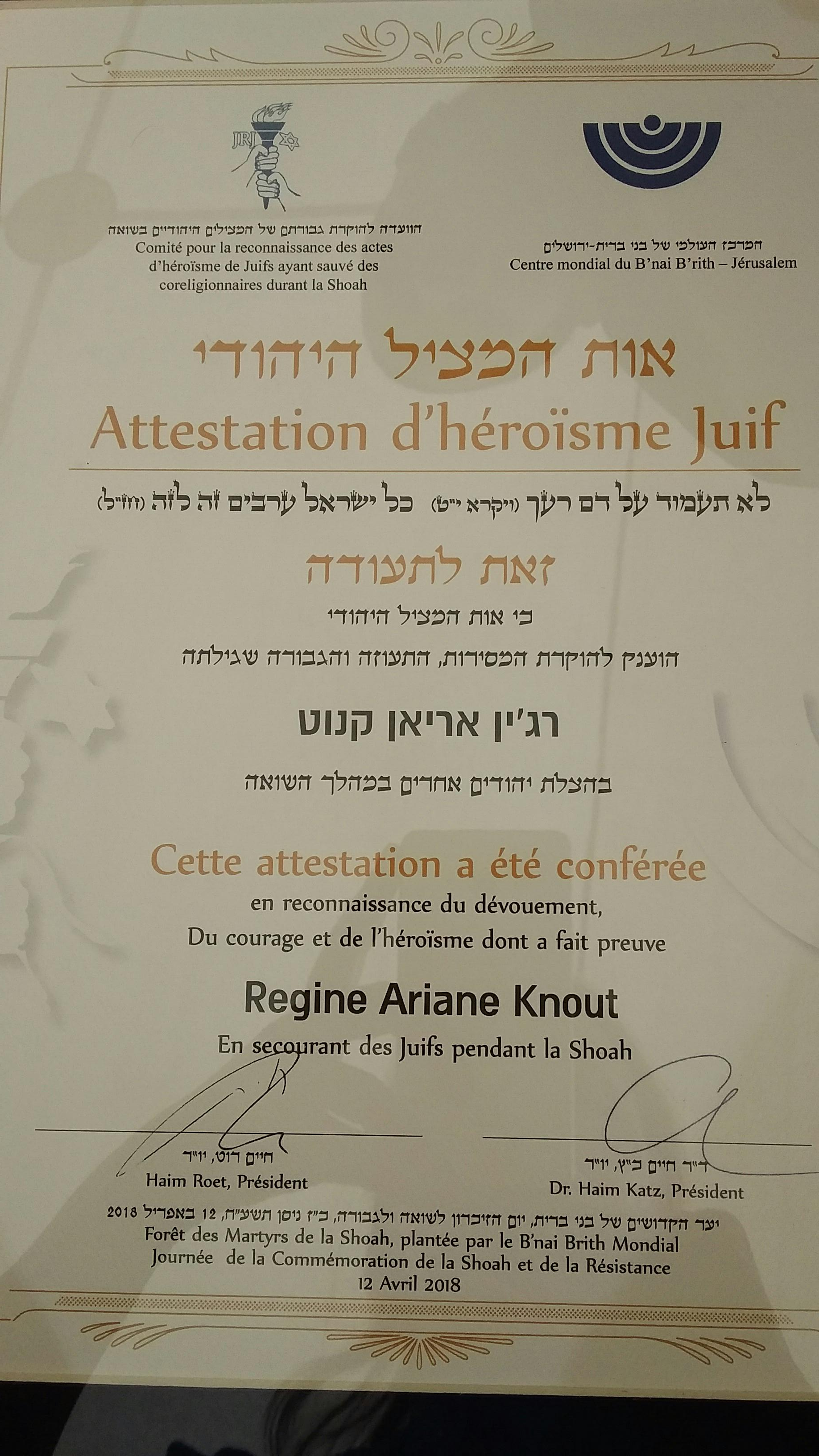
Удостоверение героини еврейского сопротивления, вручённое потомкам Скрябиной 12 апреля 2018 года

«Русские новости» от 14 декабря 1945 года (№ 31) сообщали об аресте предполагаемого убийцы Ариадны:

В Италии арестован милиционер Мантель, заманивший в ловушку и убивший в Тулузе 22 июля 1944 года двух «резистантов», в том числе Сарру Кнут.
Дальнейшая судьба Мантеля неизвестна.
В памяти друзей, знакомых и современников Ариадна Скрябина осталась «чрезвычайной», «неистовой», «сумасшедшей Ариадной». Возможно, наиболее ёмкую характеристику личности Ариадны дал Владимир Хазан:

Ариадна была редкостно одарена от природы, но почти ни в чём себя не проявила: превосходная пианистка — довольствовалась в эмиграции должностью секретаря Музыкального общества; талантливый поэт — выпустила всего одну тонюсенькую книжицу стихов; писала прозу: новеллы, даже большую повесть Лея Лившиц — не сохранилось ни строчки… <…> …Скорее виной тому был сверхкатегоричный характер: не умевшая хитрить и лукавить с судьбой, в особенности когда речь шла о судьбе творческой, она считала: если не первая — стало быть, никакая, если не гений — значит, бездарность.— Владимир Хазан
Если во Франции имя Ариадны Скрябиной имеет некоторую известность, прежде всего в сионистских кругах, то до Израиля её посмертная слава вообще не дошла. Между тем, Довид Кнут утверждал, что если бы там узнали о том, сколько сделала Ариадна для евреев Европы, то её именем назвали бы одну из крупных улиц Палестины.
Кнуту вторит литератор Иммануил Штейн:

Небогатый я еврей, а то поставил бы в Иерусалиме, в Яд Ва-Шеме, ей памятник <…>: ведь сколько еврейских жизней спасла эта русская еврейка!— Иммануил Штейн
С именем Владимира Хазана связан подъём интереса к личности и судьбе Ариадны. В 1990-х годах Хазан первым из исследователей начал систематизировать, изучать и публиковать творчество Довида Кнута. Хазан издал монографию, посвящённую биографии и поэтике Кнута, а также подготовил к изданию претендующий на полноту двухтомник его работ, включивший в себя всё сохранившееся наследие поэта: поэтическое, прозаическое, публицистическое, эпистолярное. В рамках этой большой работы Хазан подробно рассмотрел и историю Ариадны Скрябиной, оформив результаты в виде ряда статей. Другой важной работой, раскрывающей многие детали биографии Ариадны, стала популярная монография Лазариса «Три женщины», в которой также рассмотрены судьбы Мани Вильбушевич и Маргариты Царфати.
К первому тому собрания сочинений Довида Кнута было приложено переиздание единственного поэтического сборника Ариадны Скрябиной «Стихи» (1924). Однако в остальном её наследие — в том числе письма и газетные публикации — до сих пор не собрано и не изучено.
23 марта 2017 года комиссия по наименованию улиц муниципалитета Иерусалима на заседании № 17 рекомендовала утвердить заявку о наименовании одной из улиц города именем Сары Кнут (Ариадны Скрябиной), результат голосования: 5 — за, 1 — против. 24 апреля того же года городской комитет Иерусалима утвердил протокол № 17 комиссии по наименованию улиц единогласно (участвовали 19 человек).
12 апреля 2018 года, в День Катастрофы, на церемонии в лесу Мучеников Ариадна Скрябина посмертно получила от организации Бней-Брит удостоверение героини еврейского сопротивления. Удостоверение было вручено её потомкам.
В Иерусалиме, в районе Писгат-Зеэв, есть променад имени Ариадны Скрябиной.

## Семья
Довид Кнут — последний поэтический текст «Зной» из цикла «Прародина» написал в декабре 1939 года. Художественная проза Кнута сочувственного отклика у современников не нашла. После войны отошёл от актуального литературного процесса, хотя и работал редактором Bulletin du Centre de Documentation Juive Contemporaine. Некоторое время снимал комнату в доме, где до войны располагалась редакция Affirmation. Архив редакции, вместе с довоенными сборниками стихов Кнута и неоконченным романом Ариадны «Лея Лифшиц», пропал — был вывезен или уничтожен немцами.

Жена, мужественно боровшаяся со мной с первого дня создания организации, осталась на посту (беременная), и, после ряда лет воистину героической жизни (бесстрашие её потрясало и гальванизировало самых отчаянных товарищей), была убита французской полицией 22 июля 44 года, в Тулузе, за месяц до освобождения города от сверхчеловеков. <…> Получила, посмертно, великий крест с серебряной звездой.

О себе скажу одно: много работаю. Разлюбил людей.— Довид Кнут, из письма Юлиану Тувиму, 8 июля 1945
В 1947 году издал книгу «К истории еврейского Сопротивления во Франции 1940—1944» (фр. Contribution a L’Histoire de la Resistance Juive en France 1940—1944), где рассказал, в том числе, и о подпольной деятельности Ариадны.
В 1949 году издал сборник «Избранные стихи», не содержавший ни одного нового стихотворения, однако признанный самой важной его книгой, поэтическим завещанием. После гибели Ариадны на руках Довида остались четверо её детей. Старшая Мириам быстро вышла замуж и стала жить отдельно, Бетти же долго жила с Кнутом. В 1948 году Довид встретил семнадцатилетнюю актрису Виргинию Шаровскую, наполовину еврейку, напоминавшую ему своей страстностью Ариадну. В мае они поженились, затем Виргиния прошла гиюр и стала Леей Кнут. В октябре 1949 года Кнут с Леей и шестилетним Йоси репатриировались в Израиль. Довид Кнут умер в 1955 году в Тель-Авиве от злокачественной опухоли мозга.
Татьяна-Мириам Деган (Корнман; 3 февраля 1925 — ?) — вышла замуж за композитора и пианиста Роберта Корнмана (1924—2008). Была соавтором некоторых музыкальных проектов мужа, сопровождала его на гастролях. Наследие Александра Скрябина занимало особое место в концертной и общественной деятельности супругов. Мириам Деган написала книгу «Благотворная жажда» — беллетризованные воспоминания о своей матери и Довиде Кнуте (опубликовано несколько глав в переводе на русский язык). В этой книге Татьяна-Мириам пытается смягчить образ Ариадны.

Довид, Бетти и Йоси Кнуты в Париже. Около 1947

Бетти Кнут — вместе с матерью участвовала в Сопротивлении, после гибели Ариадны стала военным корреспондентом. В американской армии имела звание младшего лейтенанта, получила Серебряную звезду из рук генерала Паттона, была награждена французским Военным крестом. При форсирования Рейна джип, в котором сидела Бетти, подорвался на мине, в результате чего Бетти получила серьёзное осколочное ранение головы и попала в госпиталь. Бетти вылечилась, но всю оставшуюся жизнь её мучили частые и сильные головные боли. На основе своих военных впечатлений Бетти написала книгу «Мушиный хоровод» (фр. La Ronde de Mouche), имевшую успех.
В 1946 году Бетти примкнула к террористической организации «Лехи»: редактировала журнал организации на французском языке, затем координировала диверсионную и террористическую деятельность в Лондоне, затем сама стала принимать участие в осуществлении терактов (рассылка первым лицам государства писем и посылок со взрывчаткой). Для ведения подрывной деятельности Бетти взяла себе кличку Иранда (анаграмма имени Ариадна). Встречалась с министром иностранных дел СССР Вячеславом Молотовым (настоящая фамилия Скрябин), который, по её воспоминаниям, обещал ей поддержку в борьбе с английским империализмом. В середине 1947 года была арестована и провела в тюрьме около восьми месяцев, до февраля 1948 года. Доказательства её причастности к террористической деятельности были серьёзными, но помогли слава героини Сопротивления и заплаченный Кнутом выкуп. Через несколько месяцев Бетти снова в тюрьме, по подозрению в причастности к убийству Фольке Бернадота, но на этот раз доказательств нет, и Кнуту удаётся её выручить без особого труда. В очередной своей публикации Бетти осуждает убийство Бернадота, вследствие чего порывает с «Лехи».
Бетти уехала в Америку, вышла замуж за демобилизованного американского солдата-еврея, родила двоих детей. В 1950 году семья переехала в Израиль. Муж Бетти через некоторое время разорился, пристрастился к алкоголю, наркотикам, и в конце концов оказался в психиатрической клинике. К этому времени у Бетти родился третий ребёнок, необходимы были средства для содержания семьи. Тогда Бетти открыла первый в Израиле ночной клуб-кабаре под названием «Последний шанс». Клуб стал очень популярен, приобретя славу «уголка Парижа в Израиле», хотя посетивший его однажды писатель Роже Вайян озаглавил статью «Такой конец постигает утративших надежду». В 1965 году в клубе выступал Жак Брель. Бетти всю ночь курила, пила и танцевала, отправилась спать лишь под утро — и умерла во сне. Она прожила 38 лет, как её мать и бабка.
Эммануил Межан (Эли Маген; род. 28 июня 1935) — во время войны долгое время находился в католическом монастыре, где, по его воспоминаниям, с ним и другими детьми очень плохо обращались. В 1945 году приехал в Эрец-Исраэль, жил в кибуце Гева. О том, что его настоящий отец Рене Межан, Эли узнал от Евы Киршнер только после смерти Довида Кнута, по его просьбе. Окончил мореходное училище в Хайфе, стал моряком военно-морского флота, кем и хотела его видеть Ариадна. Демобилизовавшись, до 1960 года служил в торговом флоте, затем выучился игре на гитаре в Тель-Авиве, поселился в городе Рош-Пинна на севере Израиля. Преподавал игру на гитаре. В настоящее время на пенсии. По-русски не говорит.
Йоси (Иосиф) Кнут (род. 22 мая 1943) — единственный общий ребёнок Довида Кнута и Ариадны Скрябиной. С детства проявил склонность к сочинению стихов:
И у меня была мама,

Как и у всех детей,

Но маму мою убили,

И совсем ничего я не помню о ней.

С той далёкой поры утекло много дней,

Ничего не осталось от мамы моей.
После войны Йоси жил с отцом в Париже, а в 1949 году они уехали в Палестину. Там Йоси учился в интернате, потом служил в армии, в войсках особого назначения. По сообщению Лазариса, однажды по неосторожности выстрелил в себя из автомата. Пуля попала в голову. Девять месяцев находился между жизнью и смертью, стал инвалидом. Затем учился в Тель-Авивском университете на отделении французской литературы. Работал в архиве армейской газеты. Выпустил книгу воспоминаний об отце и два сборника собственных стихов на иврите: «Первый свет» (ивр. אור ראשון‎) и «Стихи в дороге» (ивр. שירים בדרך‎). На обложке сборника «Первый свет» — портрет Ариадны и надпись: «Ищу тебя» (ивр. מחפש אותך‎).

## Комментарии
1. ↑  Елена Александровна Скрябина (по мужу Софроницкая; 1900—1990) — вторая дочь А. Н. Скрябина от брака с В. И. Скрябиной (Исакович), пианистка.
2. ↑  Мария Александровна Скрябина (1901—1989) — младшая дочь А. Н. Скрябина от брака с В. И. Скрябиной (Исакович), жена режиссёра Владимира Татаринова, актриса МХАТа 2-го, антропософка.
3. ↑  При крещении Ариадны в России в 1910 году в метрическую книгу была занесена ошибочная дата: 18/31 октября 1905.
4. ↑  Г. Свет, а за ним и В. Хазан находят это обстоятельство знаменательным, отмечая будущую «экстатичность» дочери Скрябина.
5. ↑  Мария Александровна Шлёцер (в девичестве Боти; 1847—1937) — мать Бориса Шлёцера и Татьяны Шлёцер.
6. ↑  Сохранилась запись в метрической книге, Архив Московского городского отдела ЗАГС, инв. № 8391.
7. ↑  Сейчас там находится Государственный мемориальный музей А. Н. Скрябина.
8. ↑  У Юлиана были «французские» прозвища: Мутон (фр. Mouton — «барашек» или «овчина»); Люстюкрю́ (фр. Lustucru — «простак»). Родившуюся позже Марину Скрябин называл Куклой.
9. ↑  Ева Яковлевна Киршнер (Циринская; 1913—2006) — друг семьи Ариадны и Довида Кнута. Родом из Вильно, из семьи состоятельного лесопромышленника. Познакомилась с Кнутом в 1935 году, когда тот лежал в больнице, где в то время работала Ева. Довид, Арианда и Ева были очень дружны, в 1939 году выпускали еврейскую газету и вместе посетили Всемирный Сионистский конгресс. В марте 1940 года Ева с семьёй (матерью, братом и тёткой) уехала в Палестину, Кнуты с тремя детьми не решились последовать за ней. В 1941 году Ева вышла замуж за юриста Эли (Элена) Киршнера. Ева поддерживала переписку с Ариадной и Довидом до конца их жизни. В 1965 году получила степень магистра психологии, затем вела частную практику по этой специальности. Дожила до глубокой старости, её интервью и воспоминания — один из главных источников биографических сведений о Довиде Кнуте и Ариадне Скрябиной.
10. ↑  Скрябин грезил об очищении и перерождении мира через всечеловеческий творческий акт. Решению этой грандиозной сверхзадачи была подчинена вся его деятельность, направленная на создание и исполнение «Мистерии» («Предварительное действо» которой он успел в значительной мере проработать). Очевидно, такое событие, как мировая война, воспринималось им как подтверждение его предчувствий о скором конце старой цивилизации и появлении новой — принципиально иной.
11. ↑  Сабанеев упоминает, что считал Шлёцеров евреями «в простоте душевной». Согласно распространённому мнению, мать Татьяны Фёдоровны была бельгийкой, а отец потомком обрусевших немцев. Ариадну чаще всего называют определённо русской, в том числе и в еврейской печати. В то же время существует и версия о еврейском происхождении Т. Ф. Шлёцер (со стороны матери).
12. ↑  Речь идёт об анонсе творческого вечера, посвящённого поэту Борису Божневу, который должен был состояться в рамках группы «Через» 29 апреля 1924 года. Анонс перепечатан в нескольких периодических изданиях русского Парижа. Ариадна Скрябина упоминается в нём в числе участников вечера.
13. ↑  Именем «Бетти» её назвали знакомые, а сама Ариадна придумала ей имя «Тика».
14. ↑  Рене Межан (фр. René Méjean, 1904—1986) — французский и окситанский писатель, впоследствии сценарист и литературный критик.
15. ↑  В феврале 1935 года Кнут на своём «трипортере» попал под колёса автомобиля и в результате оказался в госпитале Кошен, где проходила медицинскую стажировку Ева Циринская. Довид, Ариадна и Ева быстро сдружились и поддерживали связь до конца жизни.
16. ↑  Например, в письме к Еве Киршнер от 18 июля 1935 года (почти через месяц после рождения Эли) Кнут сообщает: «Пишу <…> на траве, перед своей палаткой. Рядом дремлет Межан, которого я насилу увёз из Парижа (вроде похищения сабинянок). Отечески возился с ним весь день — опекал, берёг, водил гулять, осторожно отмеривал ему благоразумные порции солнца, воздуха, ветра, игр, отдыха. Он здесь такой растерянный, жалко-городской и безграмотный, что я от всего сердца нянчился с ним, купая во всякой натуралистической благодати. Вечером отпущу его восвояси».
17. ↑  На самом деле Ариадна была второй официальной женой Кнута. Гиппиус, вероятно, имеет в виду все его романтические увлечения, но и в этом случае сильно преувеличивает.
18. ↑  Брошюра вышла в свет в начале 1942 года, но практически весь тираж погиб — по всей видимости, был уничтожен гестапо.
19. ↑  Последним эпитетом её наградил Юрий Терапиано.
20. ↑  В настоящее время расхожая легенда о родстве А. Н. Скрябина и Вячеслава Молотова убедительно опровергнута, однако, как отмечает Т. Масловская, и Молотов, и Бетти во время встречи могли также находиться в заблуждении на этот счёт.